# Collection des peintures françaises du musée des Beaux-Arts de Lyon
La collection des peintures françaises du musée des Beaux-Arts de Lyon représente un des plus vastes ensembles de peintures d'artistes français de France. Il constitue la collection la plus importante du palais Saint-Pierre hébergeant le musée des Beaux-Arts de Lyon, constamment enrichie au cours de ses deux siècles d'existence. Le point fort de cette collection est constitué par les œuvres du XVIIe siècle.

## Histoire de la collection

### Première collection sous le Premier Empire

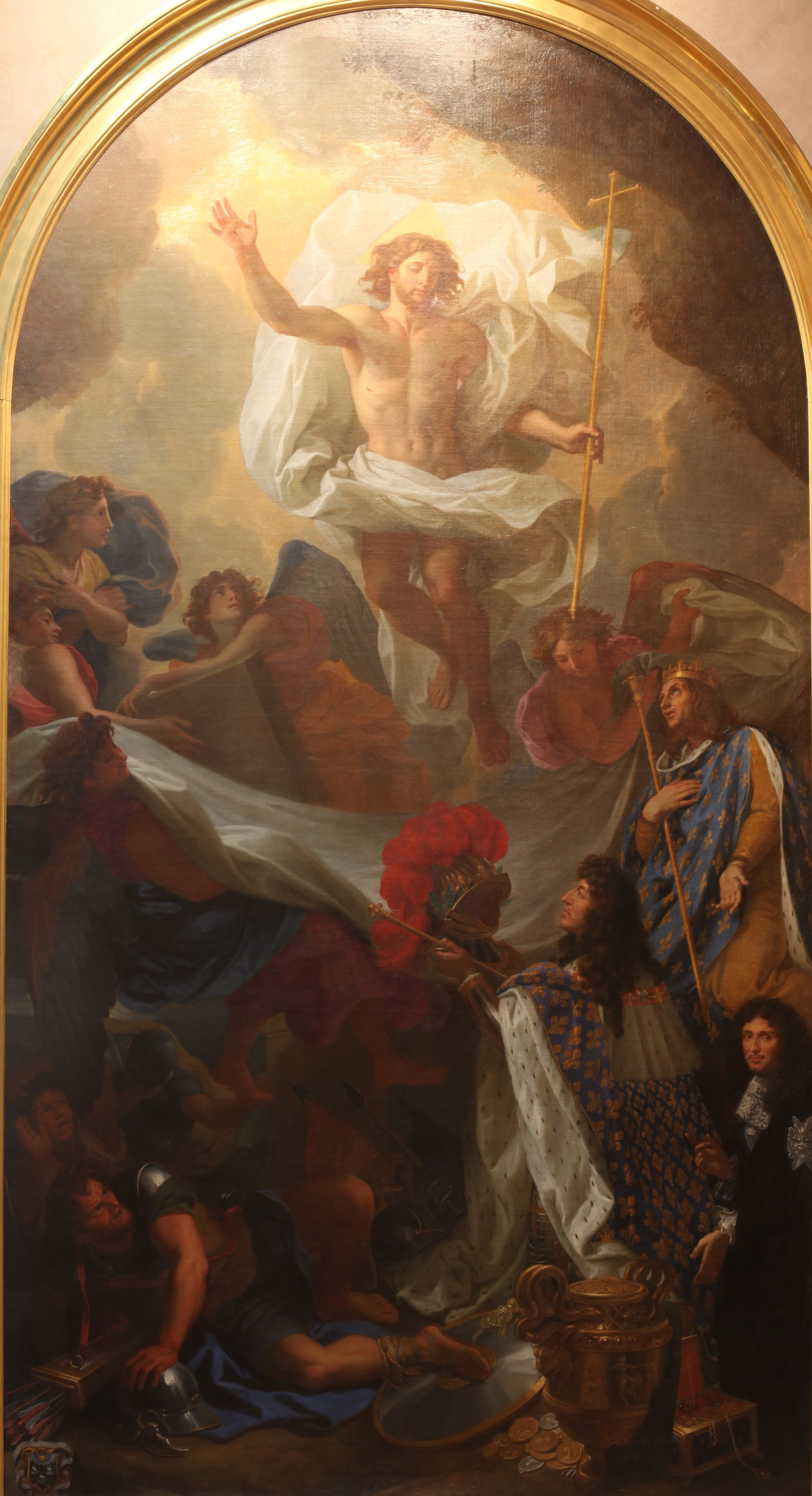
Charles Le Brun, La Résurrection du Christ, 1674/1676.

Dès sa naissance, le musée dispose d'une collection de grande qualité de peintres français. Il reçoit durant la période impériale un grand nombre de toiles de maîtres, surtout des « grandes machines » venues pour la plupart des églises parisiennes ; notamment Eustache Le Sueur (Le Martyre de saint Gervais et de saint Protais), Philippe de Champaigne (L'Invention des reliques de saint Gervais et Protais), Jean Jouvenet (Les Marchands chassés du Temple et Le Repas chez Simon)ou Charles Le Brun (La Résurrection du Christ), durant les trois envois de l'État de 1803, 1805 et 1811. Ces tableaux complètent les toiles françaises issues des confiscations révolutionnaires locales, représentés par les artistes suivants : Jean II Restout, Jean-Charles Frontier, Pierre Charles Trémolières, Jacques Stella ou Louis Cretey.

### Le premierXIXesiècle: 1815-1850
En 1816, le cardinal Fesch fait un don important avec La Cricifixion de Simon Vouet et Allégorie de la Terre d'Antoine Coypel ; mais il n'a pas comme d'autres musée français de donateurs fondamental qui à lui seul constitue une bonne part des collections.

### Le secondXIXesiècle
Les liens étroits vivants entre l'École des beaux-arts et le musée sur cette épriode entrainent une politique d'acquisitions tournées en grande partie vers les artistes contemporains lyonnais. Sous la Troisième république, sous la direction de Édouard Aynard, le musée se tourne également largement vers les primitifs, dont la Sainte Catherine d'Alexandrie.
Quelques tableaux plus anciens sont achetés pour rejoindre les collections de peintres français tels des Hyacinthe Rigaud, Nicolas de Largillière ; mais aussi le Portrait de Jacques Stella ou l'Autoportrait de Simon Vouet. Pour le XVIIIe siècle, seul La Dame de charité de Greuze enrichit à cette époque le musée lyonnais.
La collection de Jacques Bernard conservée par le musée comprend quelques tableaux de peintres français peu connus dont un rare Carle van Loo, La messe de Saint Grégoire.

### Le premierXXesiècle
Cette période n'est pas très riche pour la peinture française au musée, peu d'œuvres notables y entrent.

### 1945 - 1980
C'est à partir de cette époque que le musée entreprend de s'enrichir par l'acquisition de toiles de maîtres moins connus et surtout en dehors de la peinture d'histoire. Au cours des Trente Glorieuses, le musée voit entrer la Vanité alors attribué à Simon Renard de Saint-André, la Jeune femme à sa toilette de Nicolas Régnier, le Christ au jardin des oliviers de Louis Cretey et le Songe de Jacob d'Adrien Dassier. En ce qui concerne la peinture d'histoire, dont l'importance est toujours primordiale au sein des collections, le musée s'enrichit de maîtres moins connus tels Jean Tassel avec la Vierge à l'enfant ou Sébastien Bourdon avec Le sacrifice de la fille de Jephté. Pour la peinture française plus ancienne, l'institution acquiert La Lumière du monde de François Boucher.

### 1990 - 2010
Depuis la rénovation complète du musée des années 1990, la politique d'acquisition a repris un nouveau souffle, couplée à une volonté de publication systématique des collections. Ces trente dernières années ont ainsi vu de nombreux tableaux majeurs des collections de peinture française entrer dans les salles avec comme double axe le renforcement d'ensembles constitués et une attention particulière sur la peinture lyonnaise.
Cet enrichissement de la collection des peintres rhodaniens a compris Horace Le Blanc avec la Transverbération de Sainte Thérèse, Adrien Dassier avec Achille parmi les filles de Lycomède, Jacques Stella avec Salomon recevant la reine de Saba et Salomon refusant de sacrifier aux idoles, Thomas Blanchet avec La Fortune et le bon génie de Rome, Jacques Blanchard avec Danaé ou Joseph Vivien avec son Autoportrait.
Le musée a reconstitué des ensembles pour Jacquelin de Montluçon, L'Adoration de l'Enfant venant aux côtés du panneau double face avec La résurrection de Lazare et L'Annonciation, mais aussi pour Simon Vouet, le musée rapprochant deux œuvres réalisées pour la chapelle du chancellier Séguier en achetant en 1998 L'Incrédulité de Saint Thomas qui retrouve La Crucifixion.
Les tableaux de peintres français les plus importants acquis durant les dernières années sont Sémiramis appelée aux armes et La Sainte famille visitée par sainte Élisabeth, Zacharie et saint Jean-Baptiste de Jacques Stella, La Fuite en Égypte de Nicolas Poussin, L'Abreuvoir et Le Rocher de Jean-Honoré Fragonard et l'Homme au béret noir tenant une paire de gants de Corneille de Lyon.

### Situation actuelle
Le musée des Beaux-Arts de Lyon possède dans les années 2010 une collection de tableaux de peintres français présentant l'ensemble des courants et des écoles ayant existé. Son point fort est l'immense série de tableaux du XVIIe siècle.
Sylvie Ramond analyse en 2014 les axes de progression de cette collection via deux axes. Pour la peinture lyonnaise, elle estime utile d'« acquérir des œuvres fortes de Thomas Blanchet, du rare Horace Le Blanc ou encore de Louis Cretey - un artiste dont l'importance et la singularité sont désormais reconnues, à la suite de la rétrospective que le musée lui a consacré en 2010 ». Pour les autres parties, elle estime utile d'amoindrir l'écart de qualité entre les collections du XVIIe et celles du XVIIIe, notamment en faisant entrer des toiles de Jean-Siméon Chardin, de Pierre Subleyras ou de Jean-Antoine Watteau.

## La Renaissance, les «peintres primitifs»
Malgré le désamour des élites artistiques françaises des années 1800-1840 pour les peintres français de la Renaissance, pas encore considérés comme étant de l'« École française », quelques œuvres de cette époque arrivent au musée dont Le portement de la Croix en 1803 et quelques peintures du legs Jean Pollet de 1839 alors attribuées à l'« École flamande » et à l'« École allemande ».
Puis, les exégètes redécouvrent durant le second XIXe siècle les talents de cette période, le climat nationaliste poussant à rechercher les origines de l'art français vierge de toute influence extérieure, notamment italienne. L'apogée de ce mouvement se situe à l'« Exposition des primitifs français » organisée par Henri Bouchot en 1904 ; pour laquelle le musée des Beaux-Arts de Lyon prête trois œuvres, Sainte Catherine, le Portait de Guillaume de Montmorency et le portrait du Dauphin François. Ce revirement intellectuel conduit le musée durant la fin du XIXe siècle à rechercher ardemment des pièces de cette époque, il acquiert alors plusieurs tableaux dont certains pour de fortes sommes, qui semblent être des imitations.
L'impact de l'exposition pouse un grand nombre d'expert à s'intéresser aux artistes de cette période, et pour le musée à réviser certaines attributions, telles celles des volets du Couronnement de la Vierge et de la Mort de la Vierge, entrés sous l'étiquette Van Scorel, catalogués comme anonyme français , rattaché à l'école du Rhône puis finalement attribués en 1963 par Michel Laclotte comme une œuvre d'un peintre Castillan, le Maître de Santa Clara de Palencia.
Si le musée possède à présent plusieurs tableaux de la fin du XVe et de la première moitié du XVIe siècle, le dernier acquis étant le Corneille Homme au béret noir tenant une paire de gants, il n'a dans ses collections en revanche qu'une œuvre du second XVIe siècle : Le Sac des églises de Lyon.

### Liste des œuvres

#### 1480 - 1500
- Antoine de Lonhy (et collaborateurs), Trois prophètes, vers 1480. Huile sur bois de peuplier, 61,2-61,7 x 138,5-139 x 1,5-2,1 cm. (Legs Jean-Baptiste Giraud en 1911, Inv. B 938)[8].
- Gérard David, La Lignée de sainte Anne, vers 1490-1500.
- Jacquelin de Montluçon, L'annonciation[biblio 1] et La résurrection de Lazare, vers 1496-1497. Hule sur bois de noyer, 111 × 112 cm. (Acheté à J. Blanchon en 1907, Inv. B 805)[9].
- Jacquelin de Montluçon, L'adoration de l'enfant, vers 1496-1497[biblio 2]. Huile sur bois de noyer, 110,6 × 110,5 cm. (Acheté lors de la vente Drouot du 10 décembre 1996, Inv. 1996-120)[10].

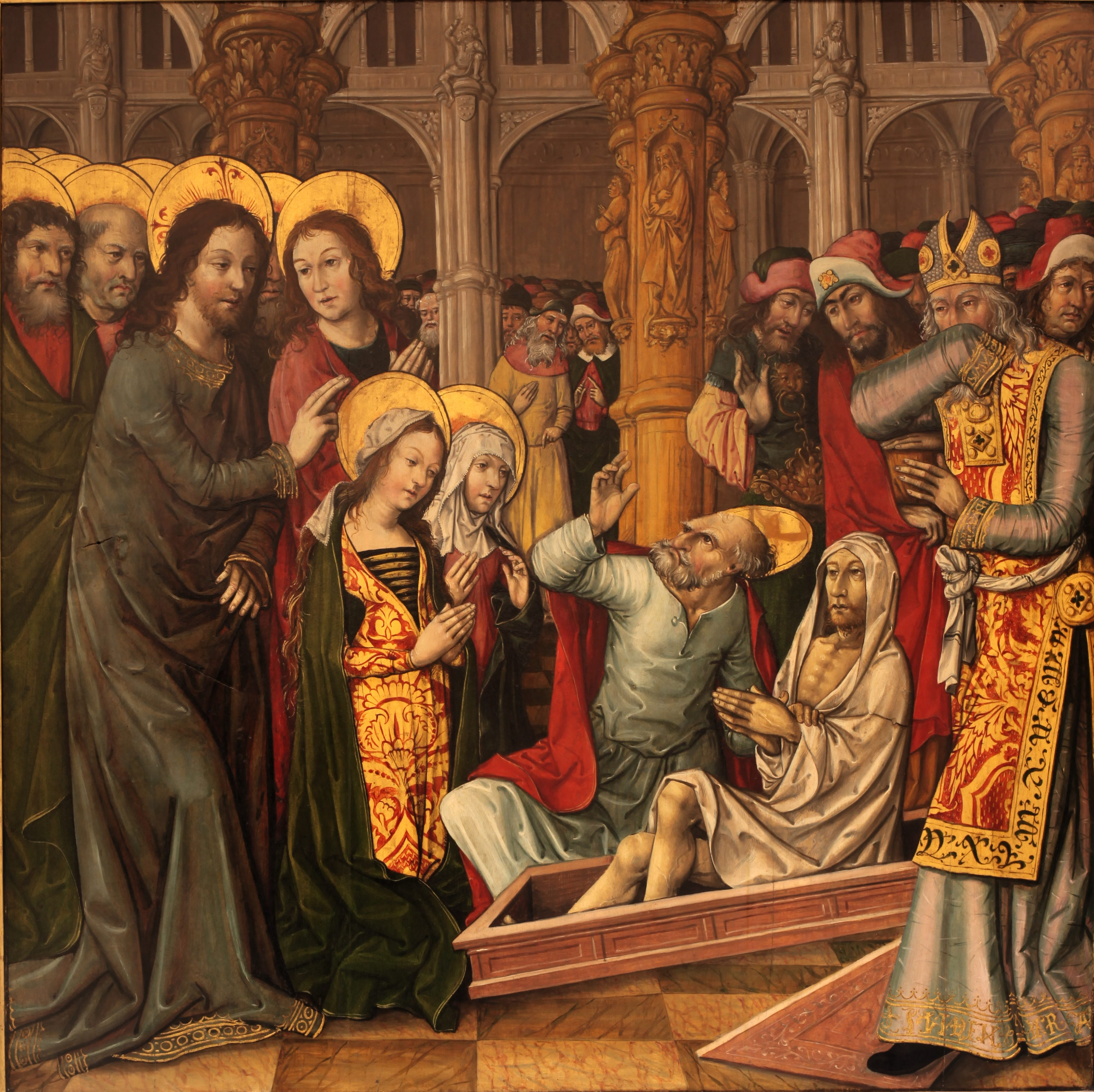
Jacquelin de Montluçon, La résurrection de Lazare, vers 1496-1497.
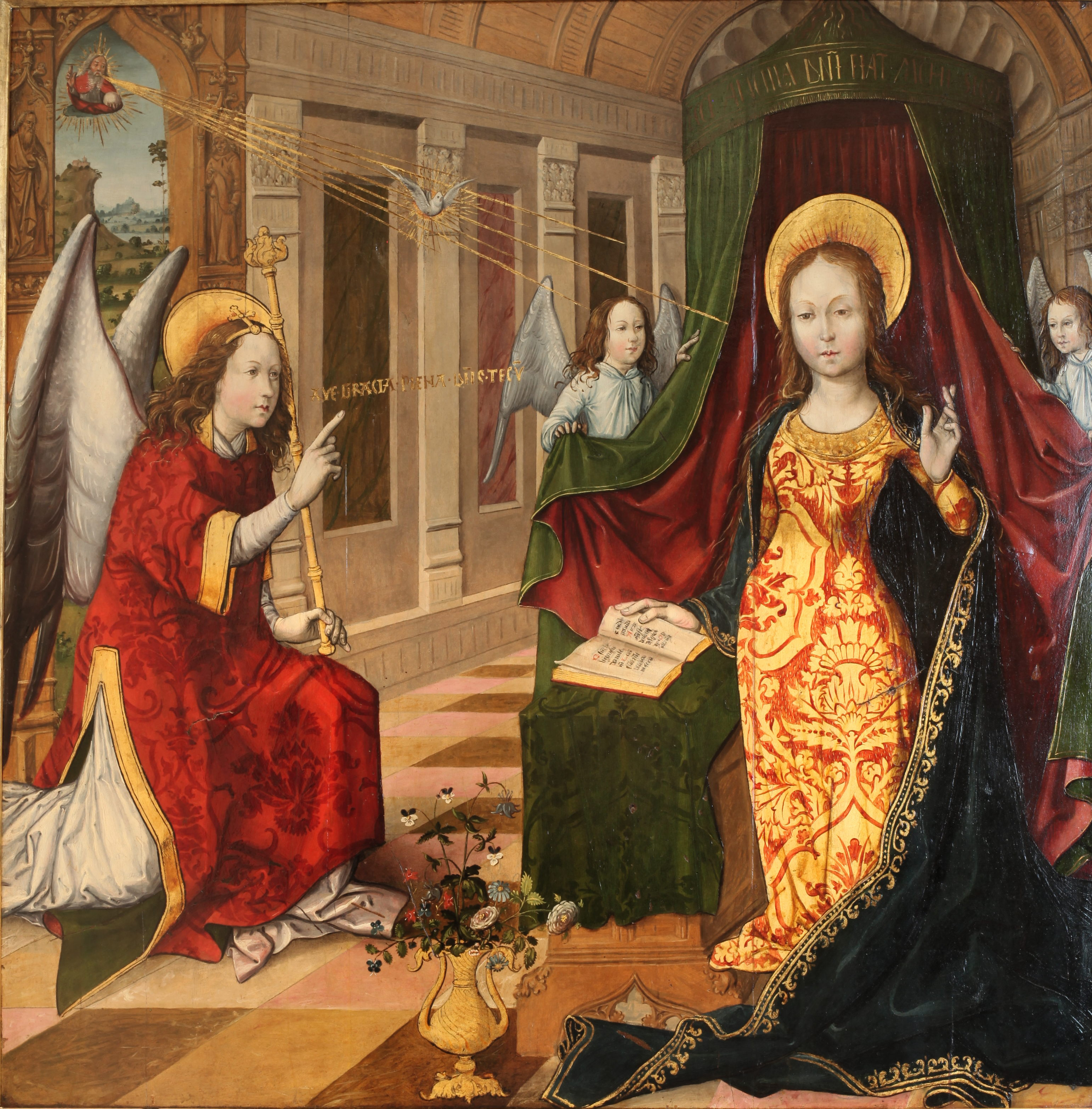
Jacquelin de Montluçon, L'annonciation, vers 1496-1497.
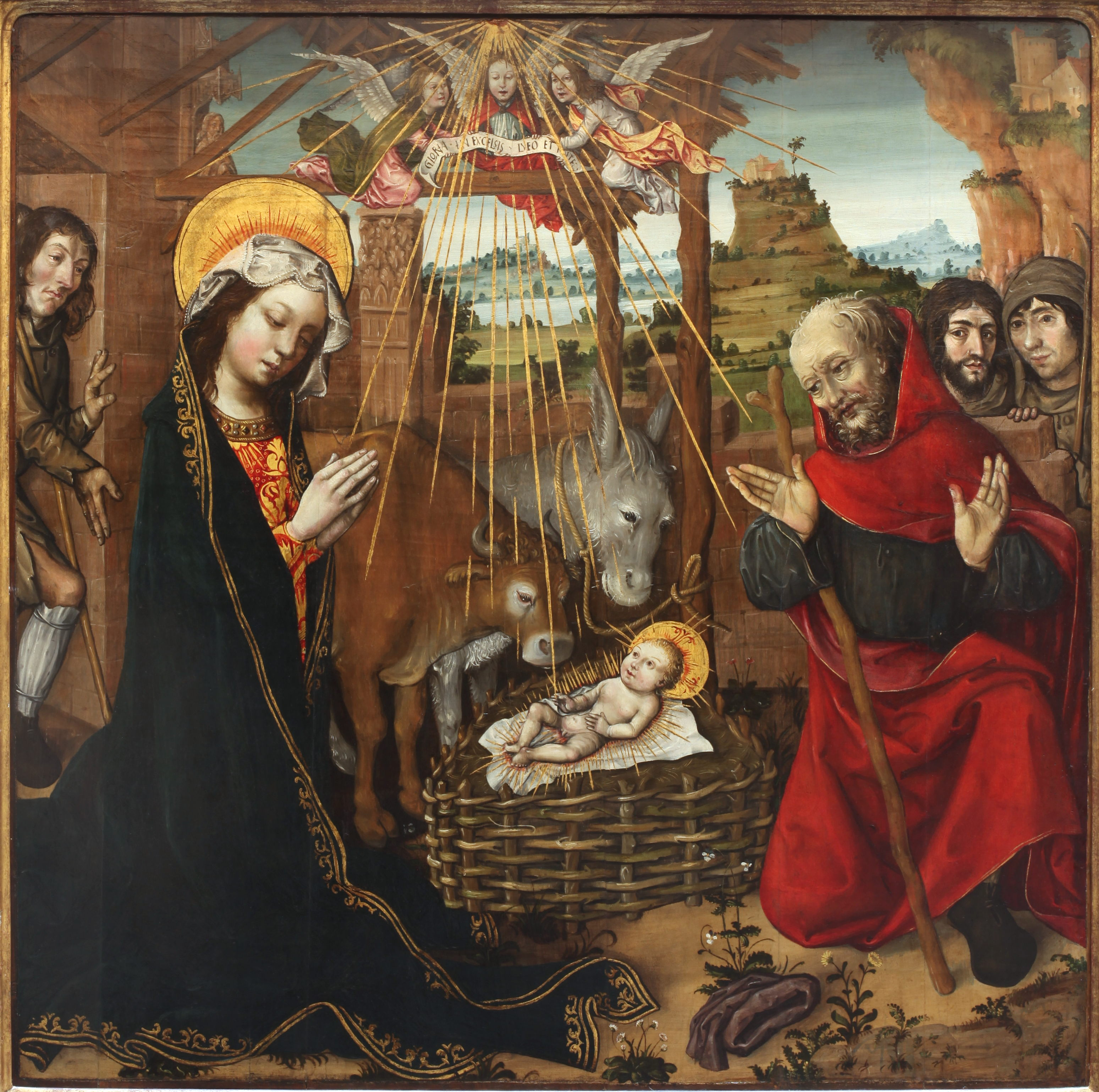
Jacquelin de Montluçon, L'adoration de l'enfant, vers 1496-1497.
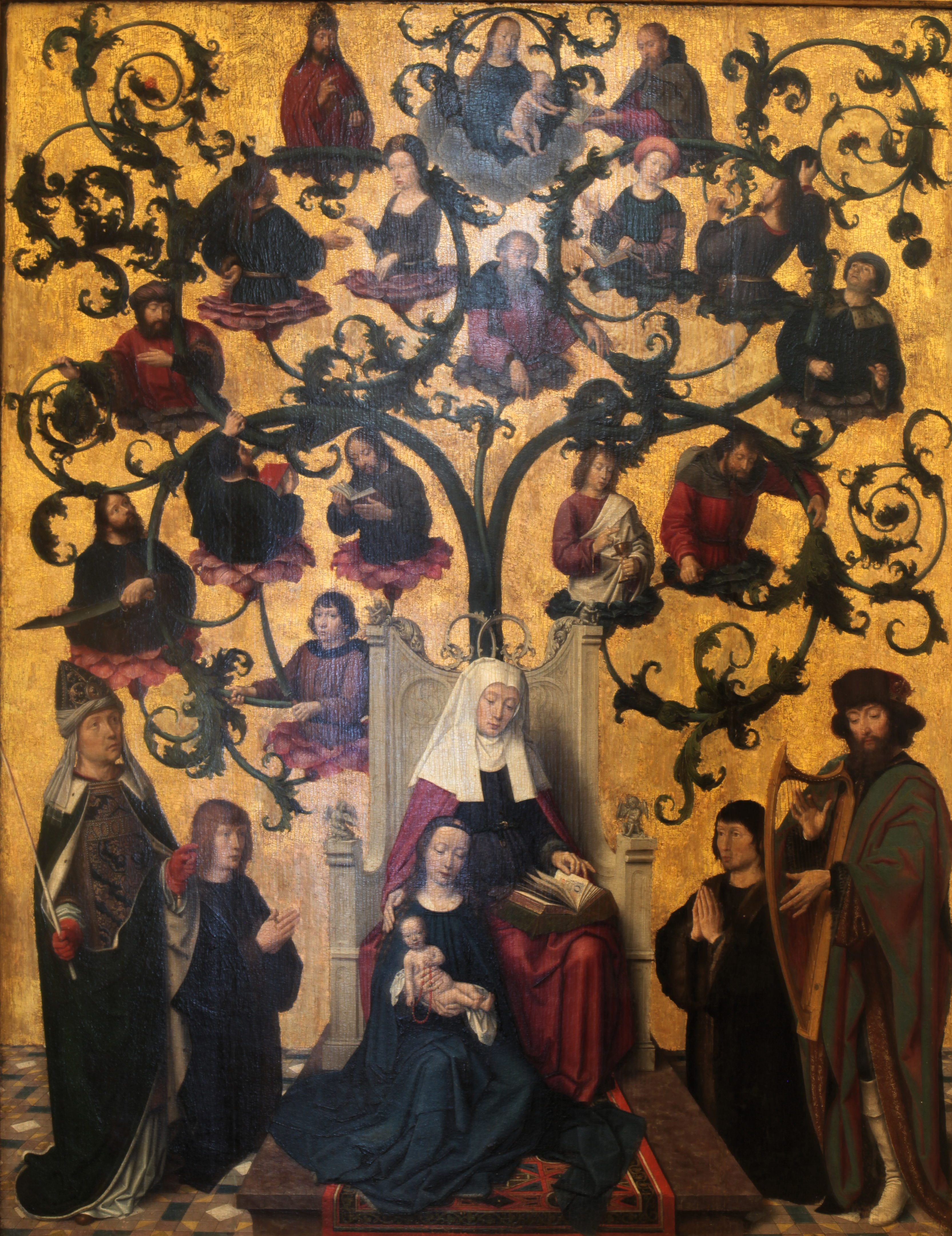
Gérard David, La Lignée de sainte Anne, vers 1490-1500.

#### 1500 - 1520
- Maître de la Pietà de Saint-Germain-des-Prés, Le Portement de la Croix, vers 1505. Huilme sur bois de chêne, 103,6 x 96,1 × 1,4 cm. (Envoi de l'État en 1803[notes 2], Inv. H 651)[11].
- Peintre picard (Abbeville ?), Huit Volets d'un triptyque d'Abbeville, vers 1505-1510. Huile sur bois transposé sur toile, 120,5 × 70 cm (chacun). (Legs Jean Marie Pollet de 1839, Inv. H 647a-b, H 648a-b, H 649a-b, H 650a-b)[12].
- Attribué à Guinet Claude (Peintre flamand actif à Lyon ?), Sainte Catherine d'Alexandrie[13], 1507. Huile sur bois de feuillu (noyer?), 135,8 x 99,1 × 99,3 cm (panneau principal) et 21,5 x 99,2 × 1,2 cm (prédelle). (Acheté à Jean Gambin en 1897, Inv. 564 a-b)[14].
- Peintre souabe actif à Lyon ?, La dormition de la Vierge, vers 1520. Huile sur bois de chêne, 127 x 174 x 1,1-1,6 cm. (Legs Jean Marie Pollet en 1839, Inv. 3025)[15].
- Peintre français, Portrait de Guillaume de Montmorency, vers 1520. Huile sur bois de noyer, 36,8 x 27 x 0,3 cm. (Don de Madame Gayet en 1890, Inv. B 441)[16].

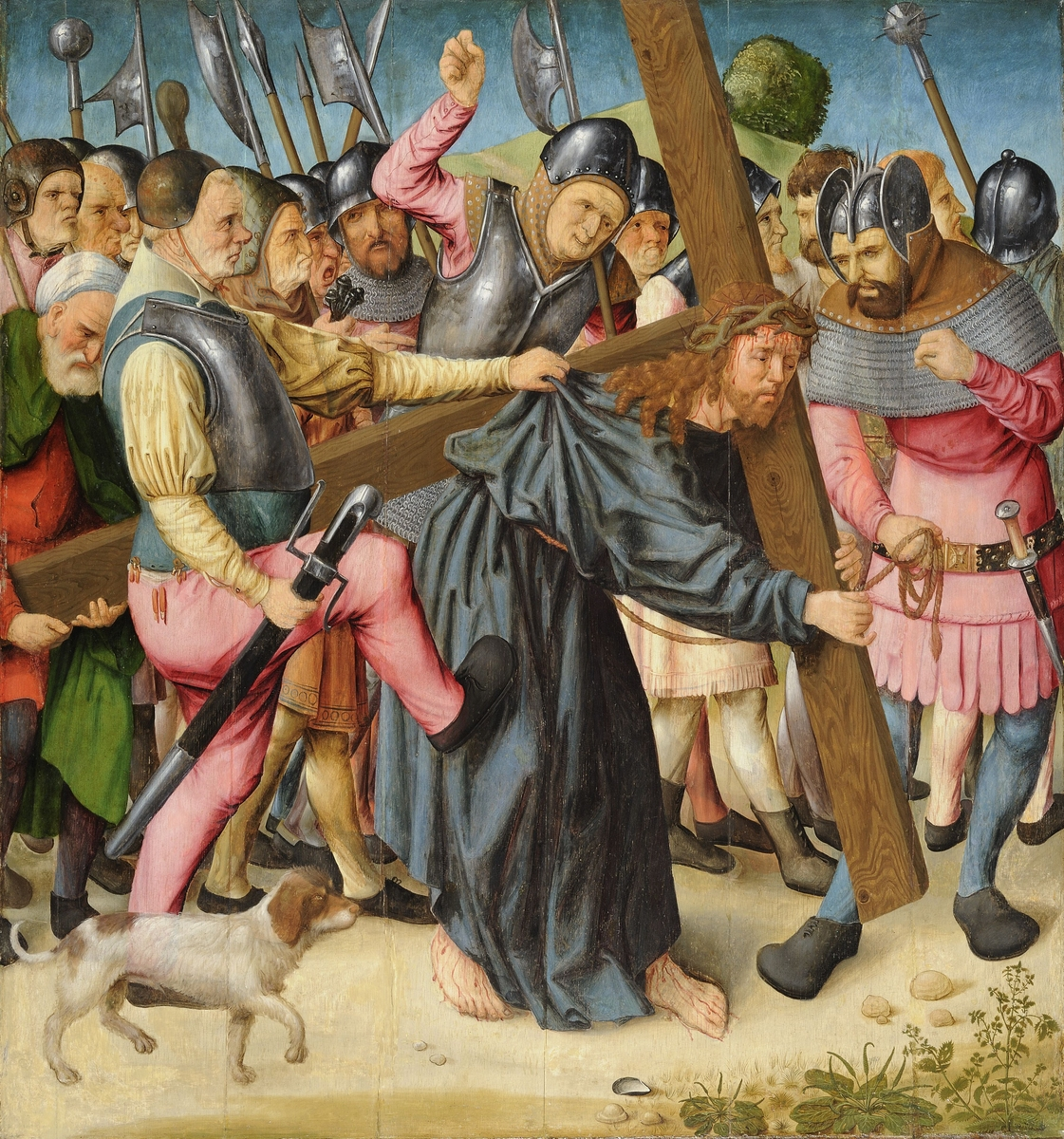
Maître de la Pietà de Saint-Germain-des-Prés, Le Portement de la Croix, vers 1505.
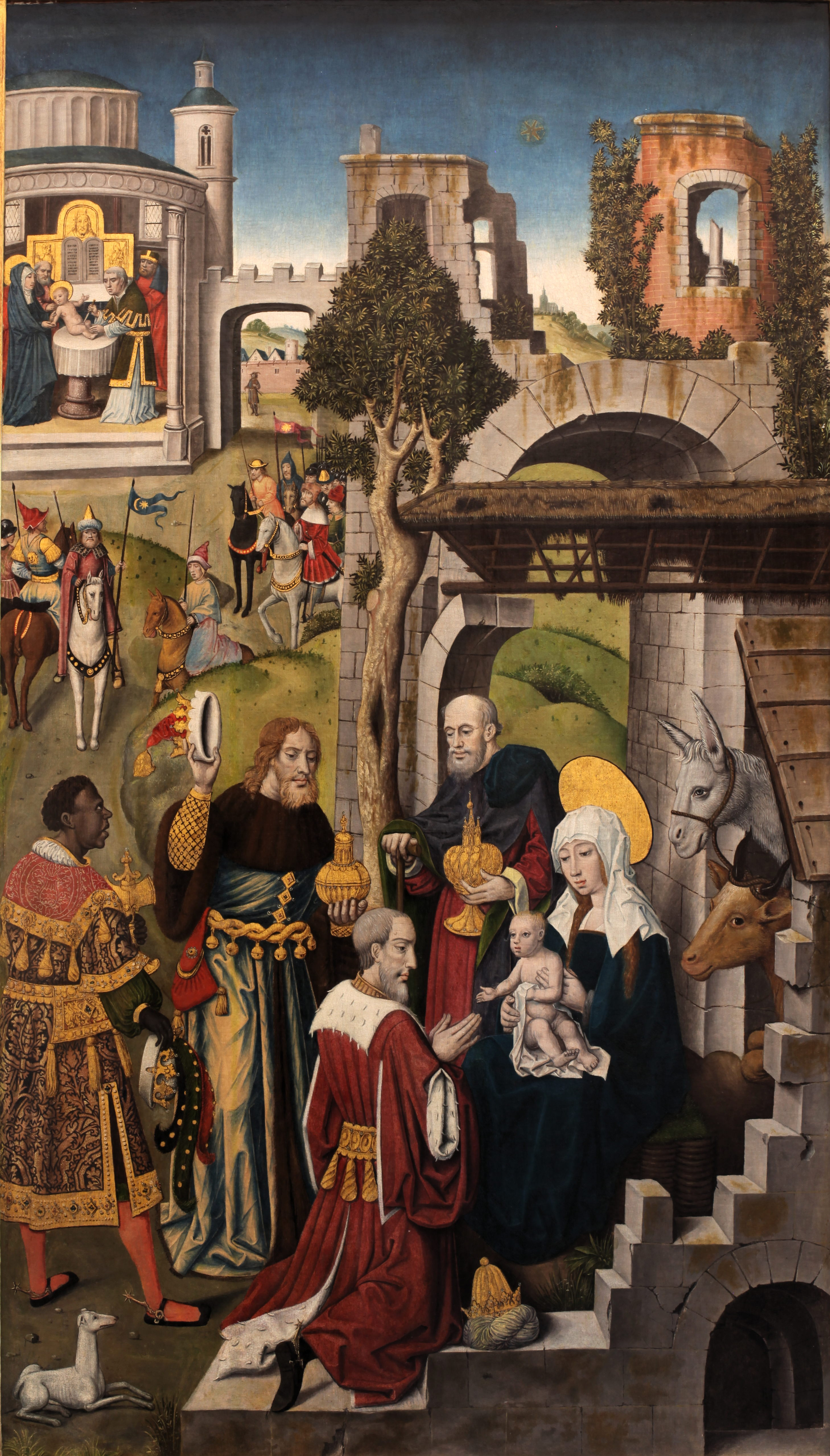
Peintre picard (Abbeville ?), L'Adoration des Mages, vers 1505-1510
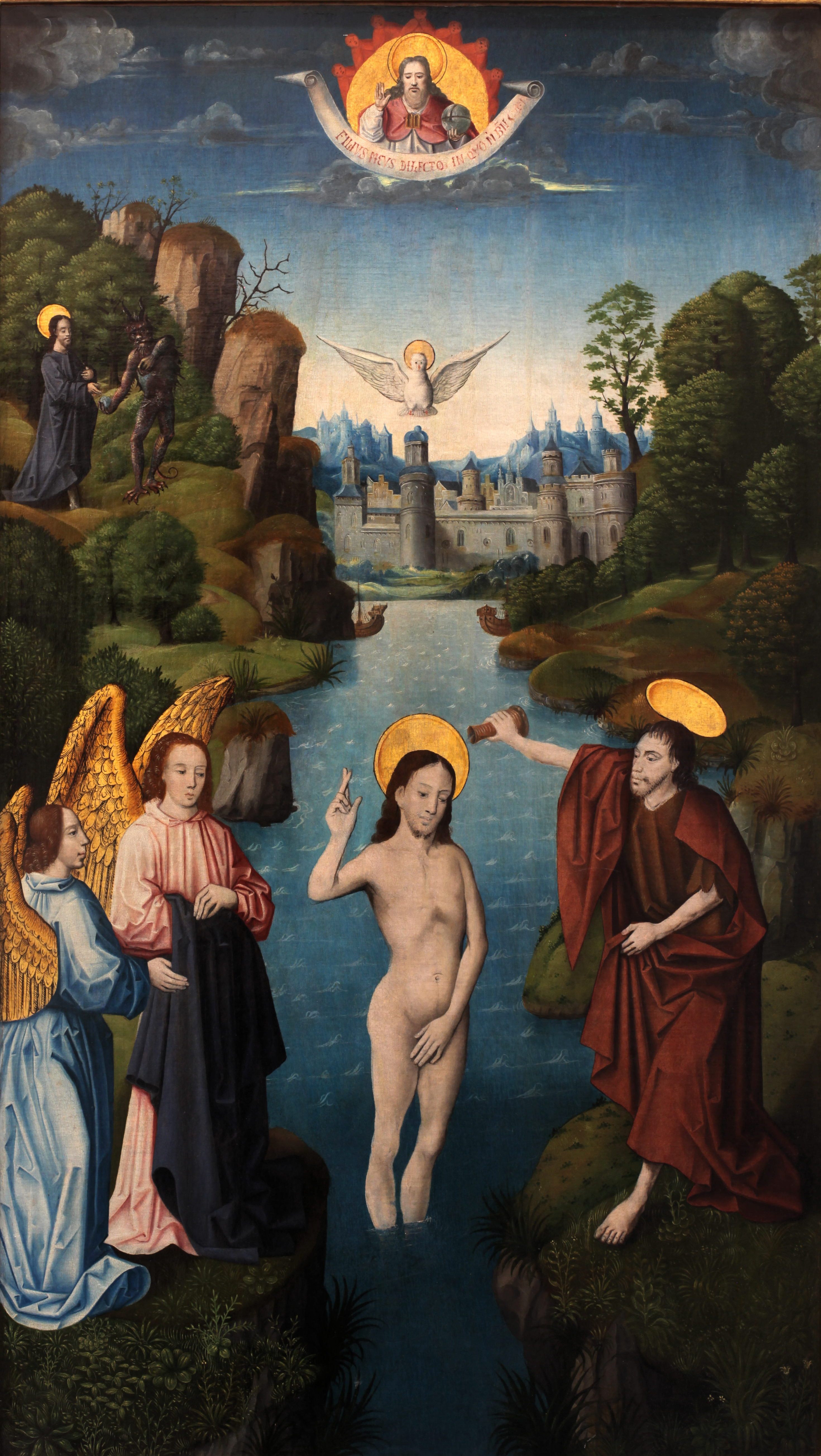
Peintre picard (Abbeville ?), Le Baptême du christ, vers 1505-1510
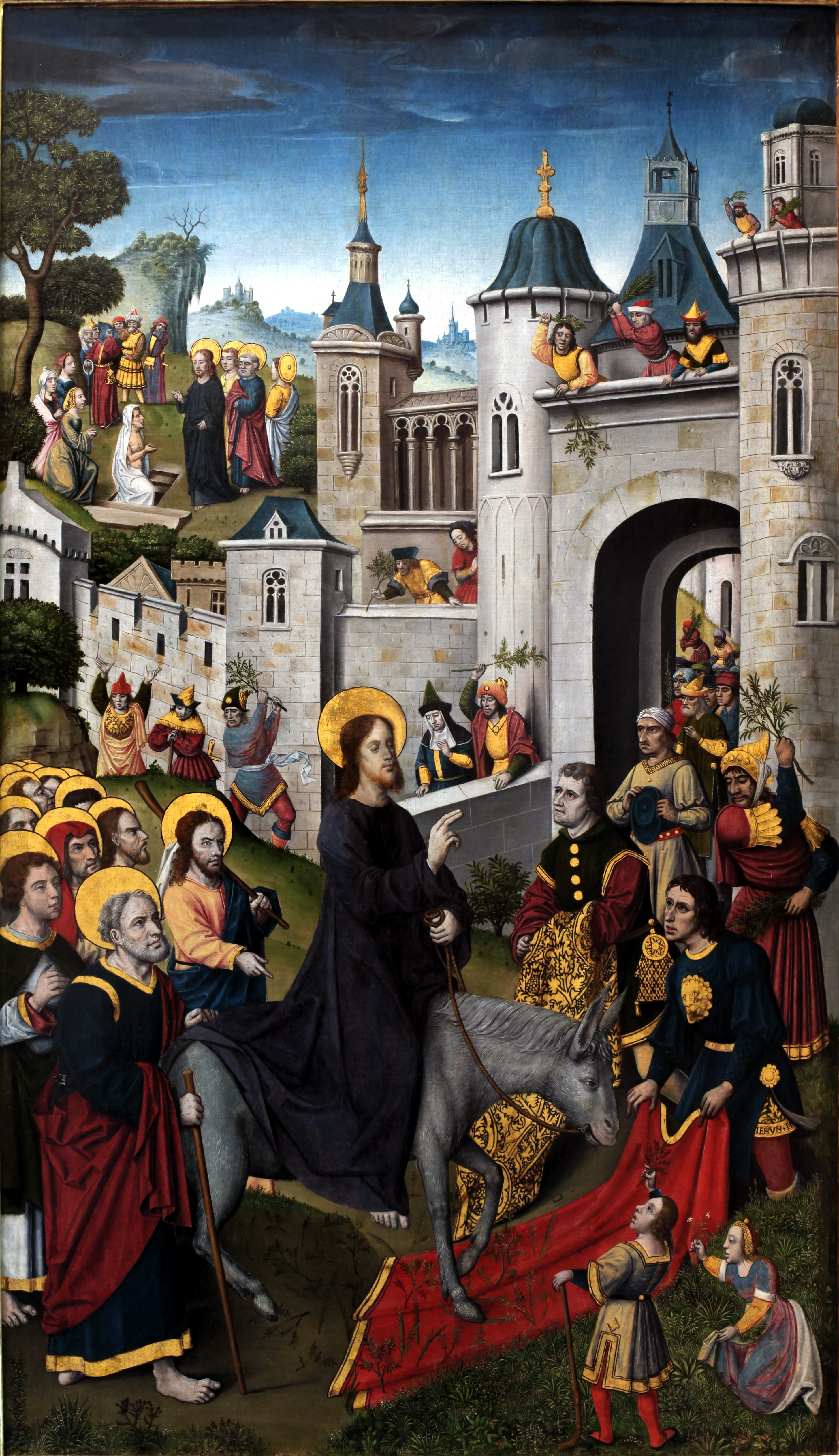
Peintre picard (Abbeville ?), L'Entrée à Jérusalem, vers 1505-1510
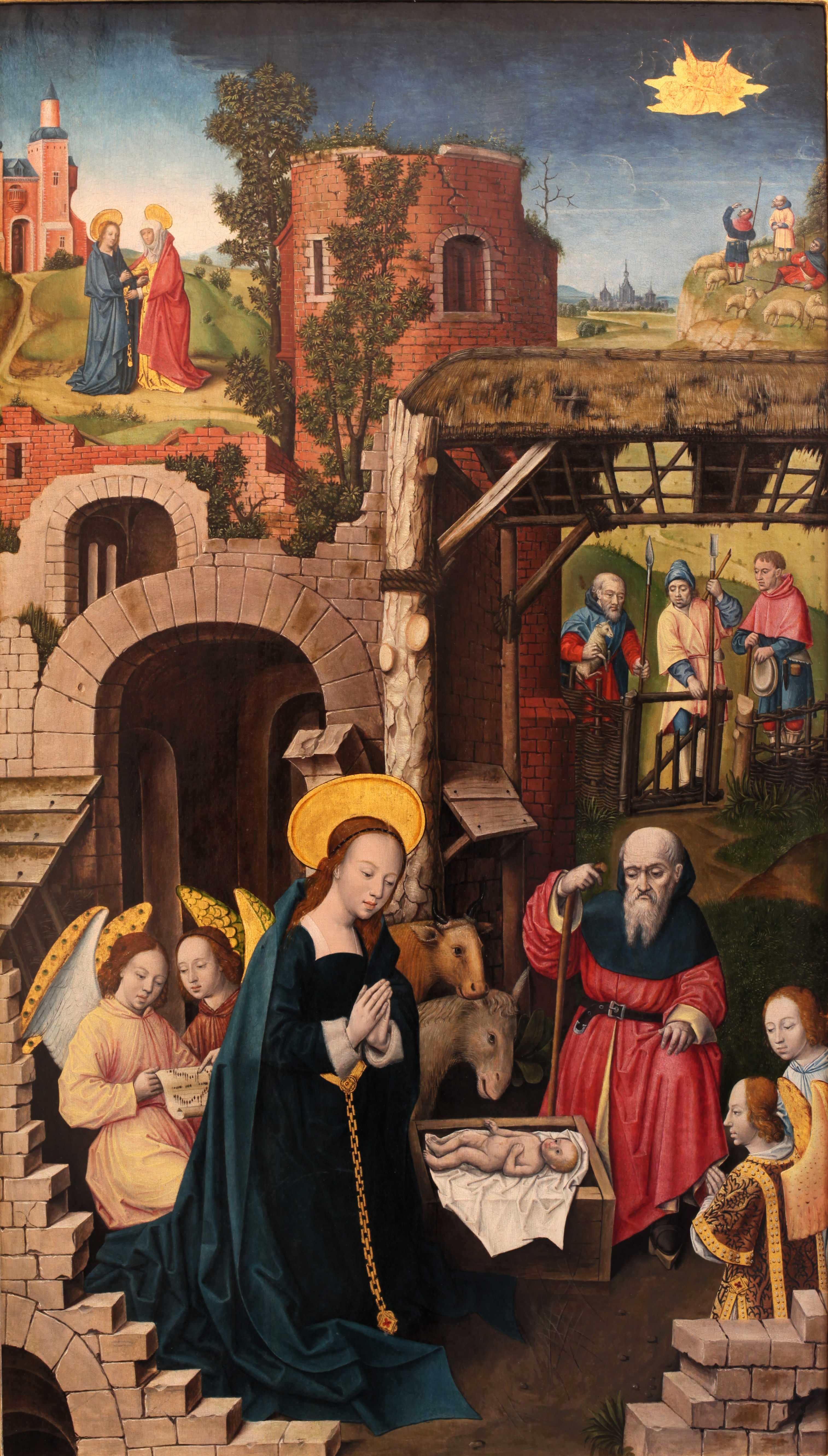
Peintre picard (Abbeville ?), La Nativité, vers 1505-1510
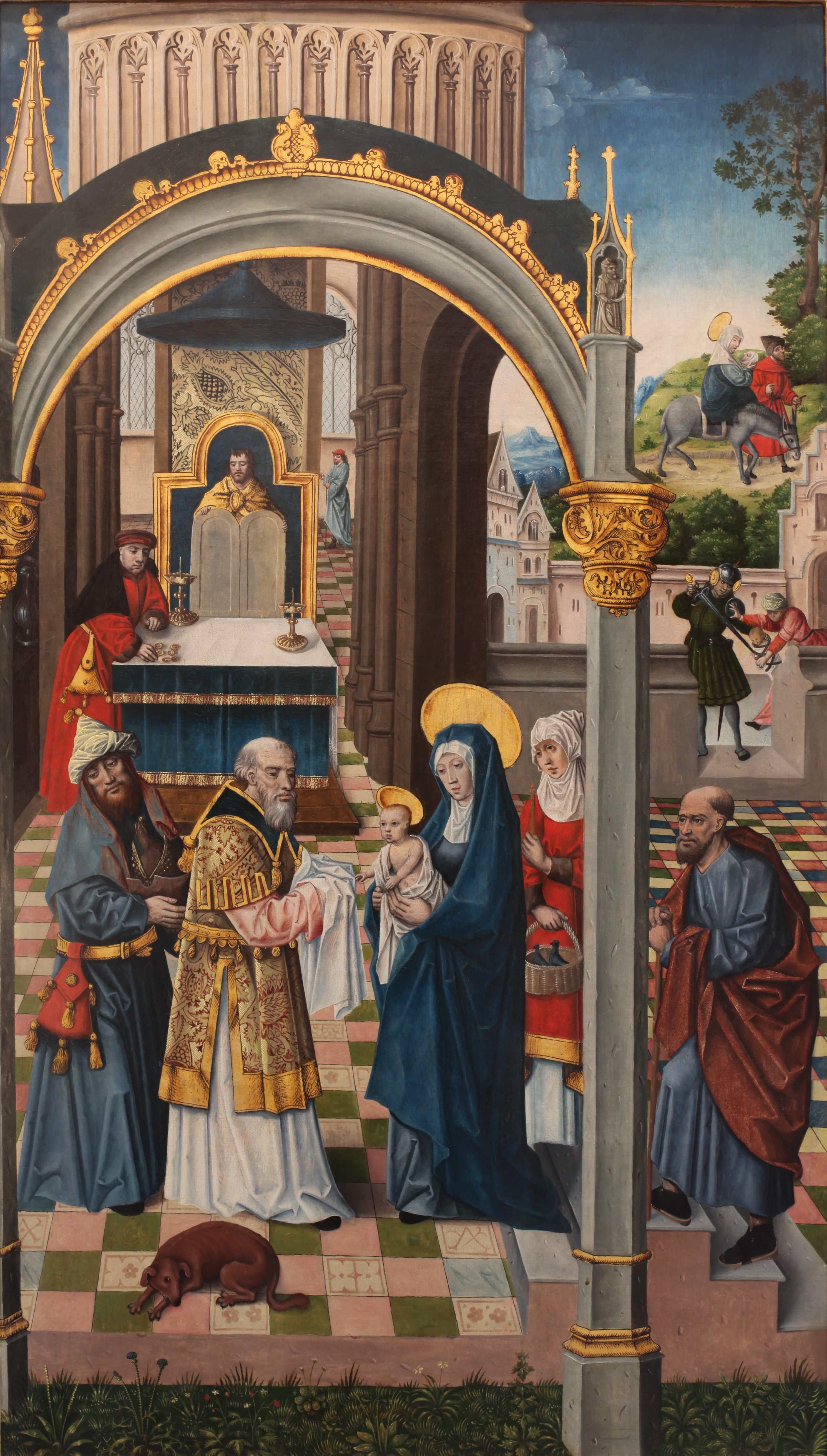
Peintre picard (Abbeville ?), La Présentation au temple, vers 1505-1510
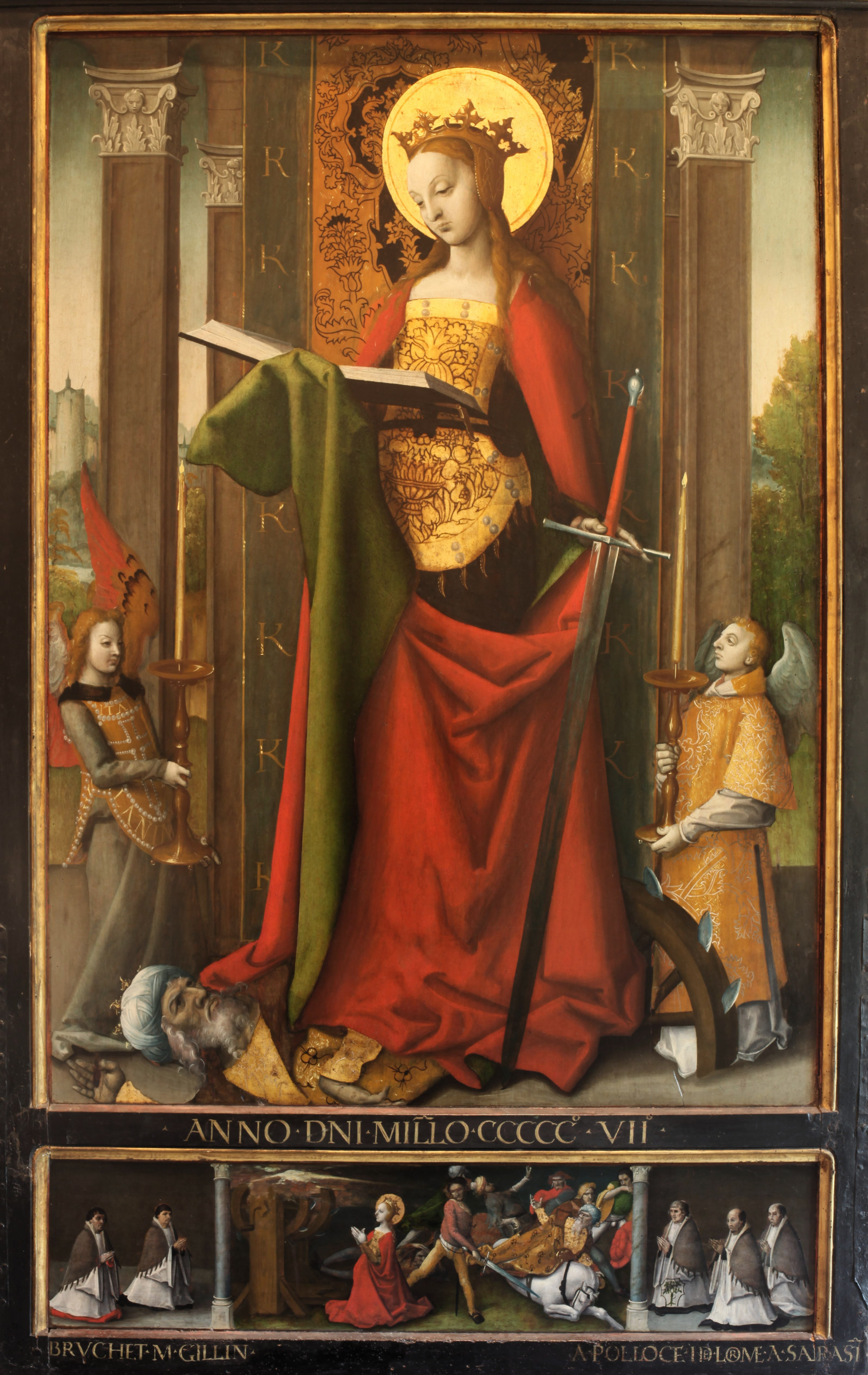
Peintre flamand actif à Lyon ?, Sainte Catherine, 1507.
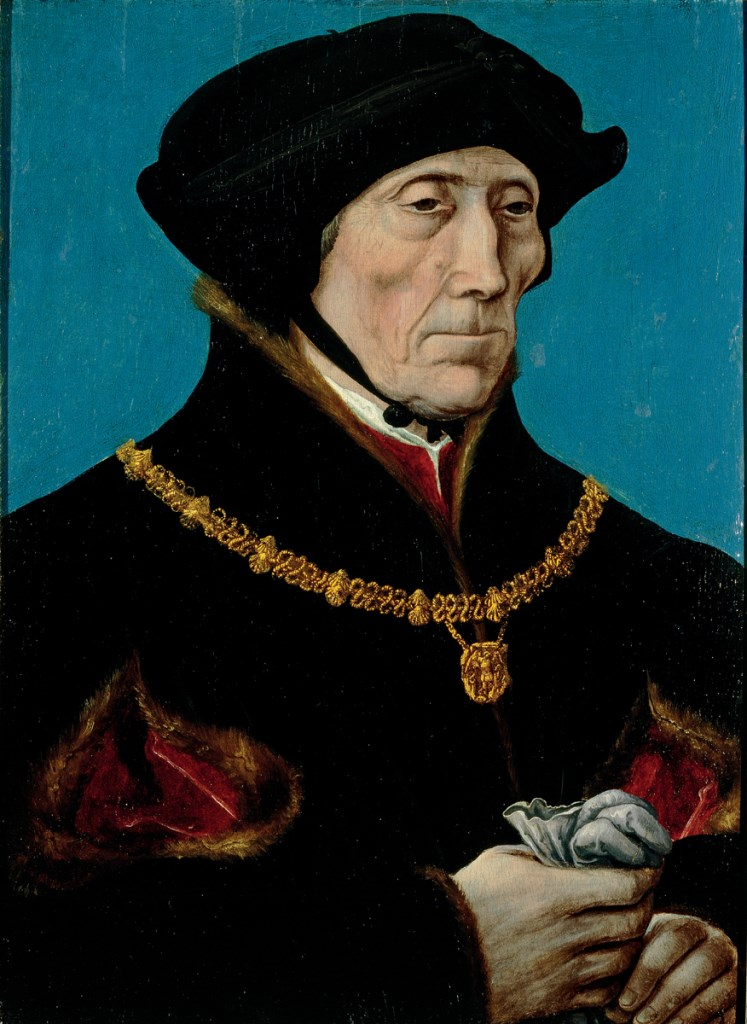
Peintre français, Portrait de Guillaume de Montmorency, vers 1520.

#### 1530 - 1560
- Peintre actif dans l'est de la France, La sainte parenté, vers 1530. Huile sur bois de chêne, 123,1 x 117-118,5 x 1,1-1,8 cm. (Legs Régis Martin en 1887, Inv. B 386)[17].
- Corneille de Lyon, Homme au béret noir tenant une paire de gants, vers 1530. Huile sur bois, 24,1 × 18,5 cm (Acheté en 2014, Inv. D 2016.1.1)
- Peintre actif à Lyon ?, Le sac des églises de Lyon par le baron des Adrets en l'an 1562, vers 1565. Huile sur bois de noyer, 98,4 x 130,6 x 1-1,5 cm. (acheté à Mme de Salemard en 1896, dépôt au musée Gadagne en 1935, Inv. B 561)[18].

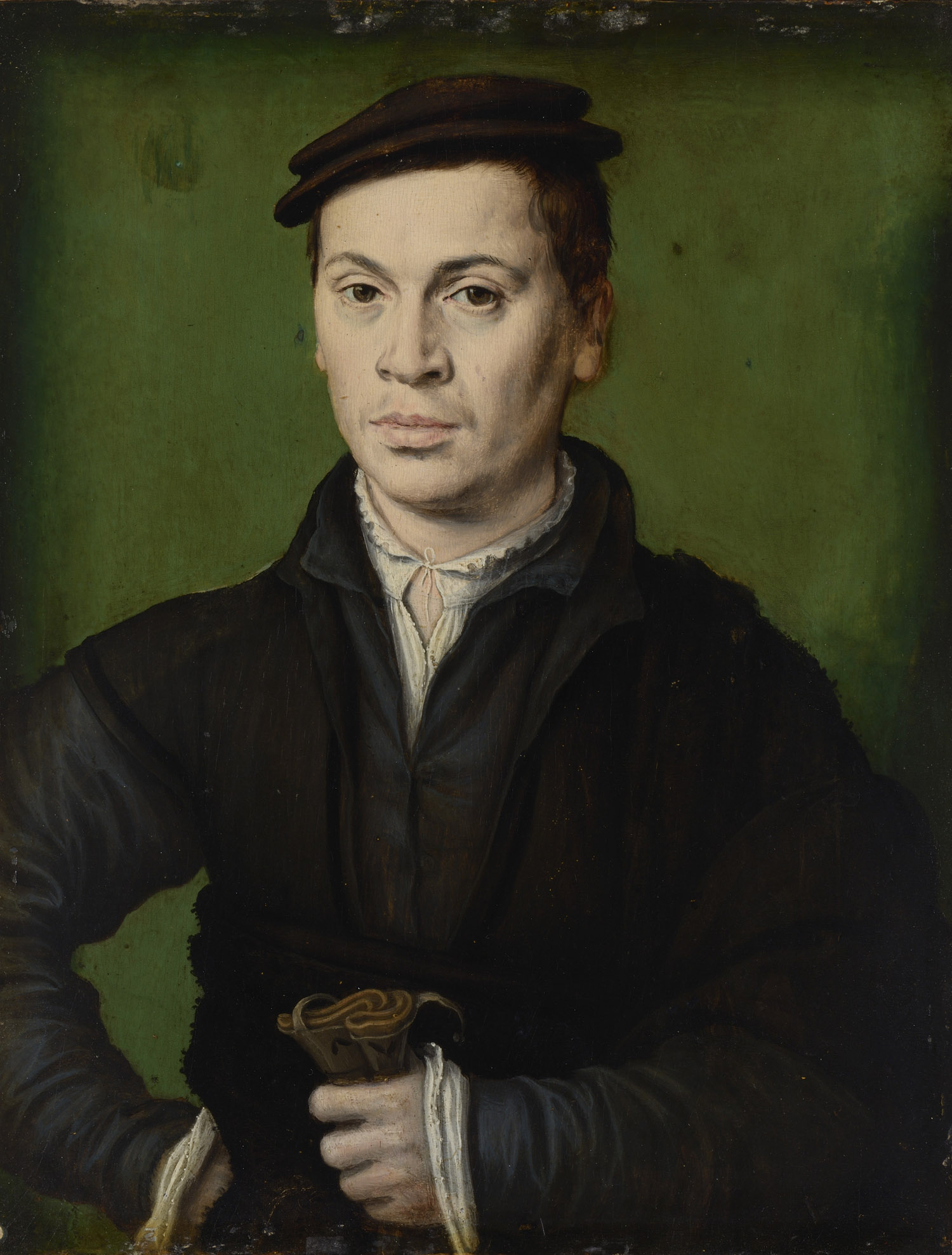
Corneille de Lyon, Homme au béret noir tenant une paire de gants.
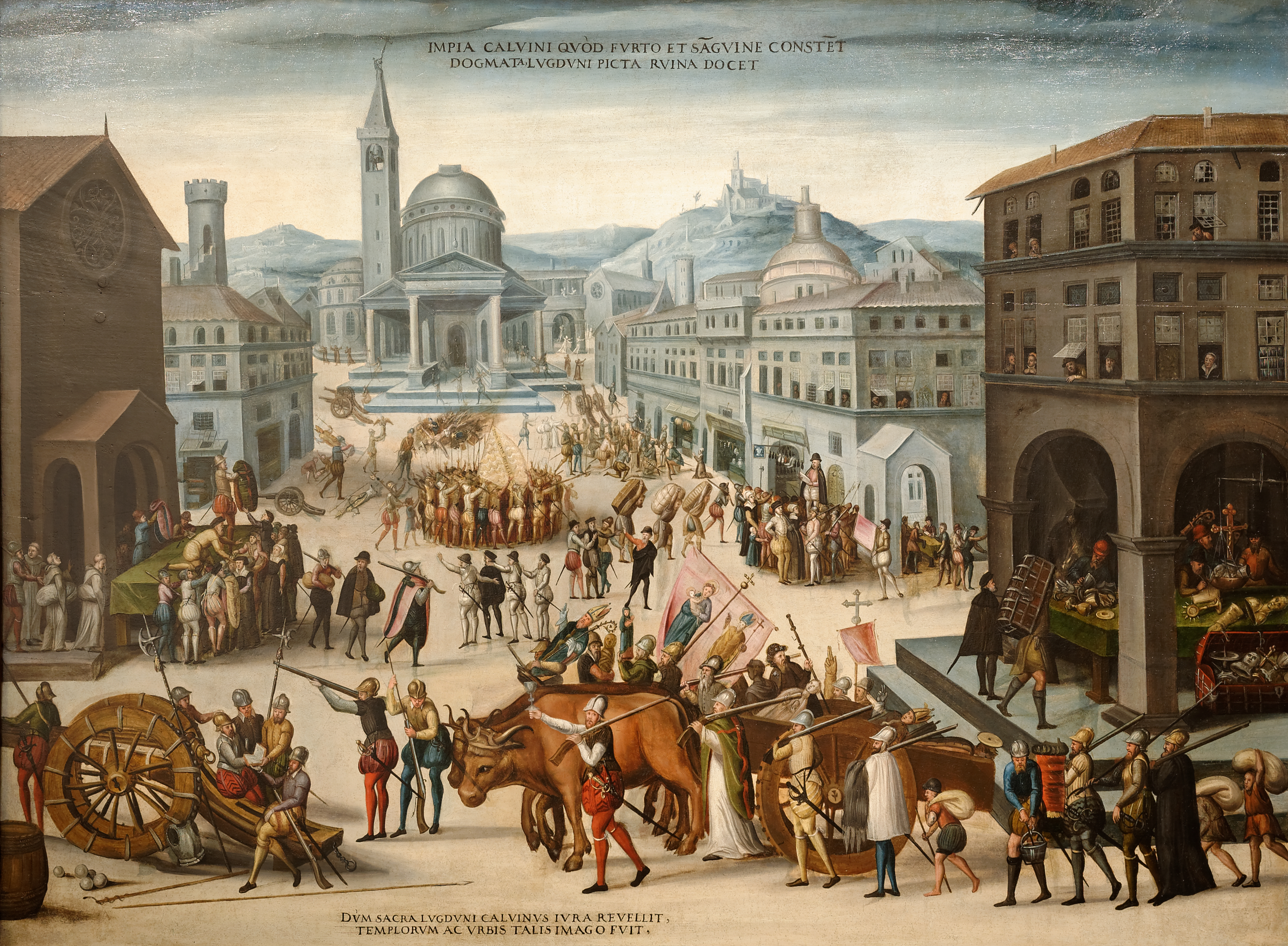
Peintre actif à Lyon ?, Le sac des églises de Lyon par le baron des Adrets en l'an 1562.

#### 1600 - 1610
- Peintre français, Portrait de Henry IV, vers 1600. Huile sur bois transposé sur toile marouflée de bois de feuillu, 45,8 x 37,2 x 0,9 cm. (provenance inconnue, entré avant 1878, Inv. H 682)[19].
- Peintre français, Portrait de Marie de Médicis, vers 1600. Huile sur bois de chêne, 45,5 x 37,7 x 0,7-1,1 cm. (provenance inconnue, entré avant 1878, Inv. H 683)[20].
- Peintre français, portrait présumé de Gabrielle d'Estrées et de la duchesse de Villars, vers 1600-1610. Huile sur toile, 97 × 130,3 cm. (Don d'Albert Trillat en 1983, Inv. 1983-20)[21].

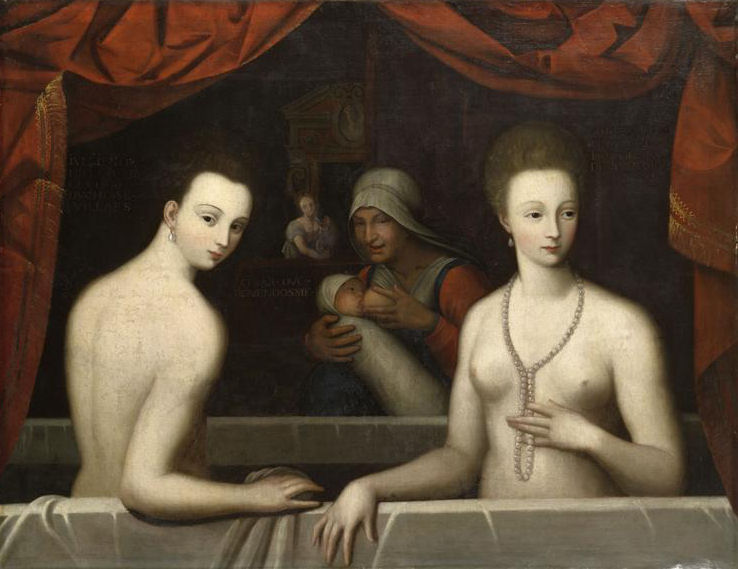
Peintre français, portrait présumé de Gabrielle d'Estrées et de la duchesse de Villars, vers 1600-1610.

### Liste des œuvres présumées fausses
- D'après Jean Clouet, Portrait de François Ier, vers 1850-1900. Huile sur bois de feuillu, 54,7 x 42,2 x 1-1,8 cm. (Provenance inconnue, Inv. H 1904)[22].
- D'après Joos van Cleve, Portrait de François Ier, vers 1880. Huile sur bois de chêne, 13,4 x 10,8 x 0,7 cm. (Acheté à G. Brauer en 1892, Inv. B 498)[22].
- D'après Corneille de Lyon, Portrait du Dauphin François, vers 1850-1900. Huile sur bois, 16,3 x 13,9 x 0,2 cm. (Acheté à Tony Martel en 1910, Inv. B 918)[23].
- D'après Marc Duval, Portrait de Sébastien de Luxembourg, vers 1850-1900. Huile sur bois de chêne, 31,1 x 22,2 x 1 cm. (Legs Jean-Baptiste Giraud de 1911, Inv. B 940)[23].

## La peinture d'histoire du Grand siècle

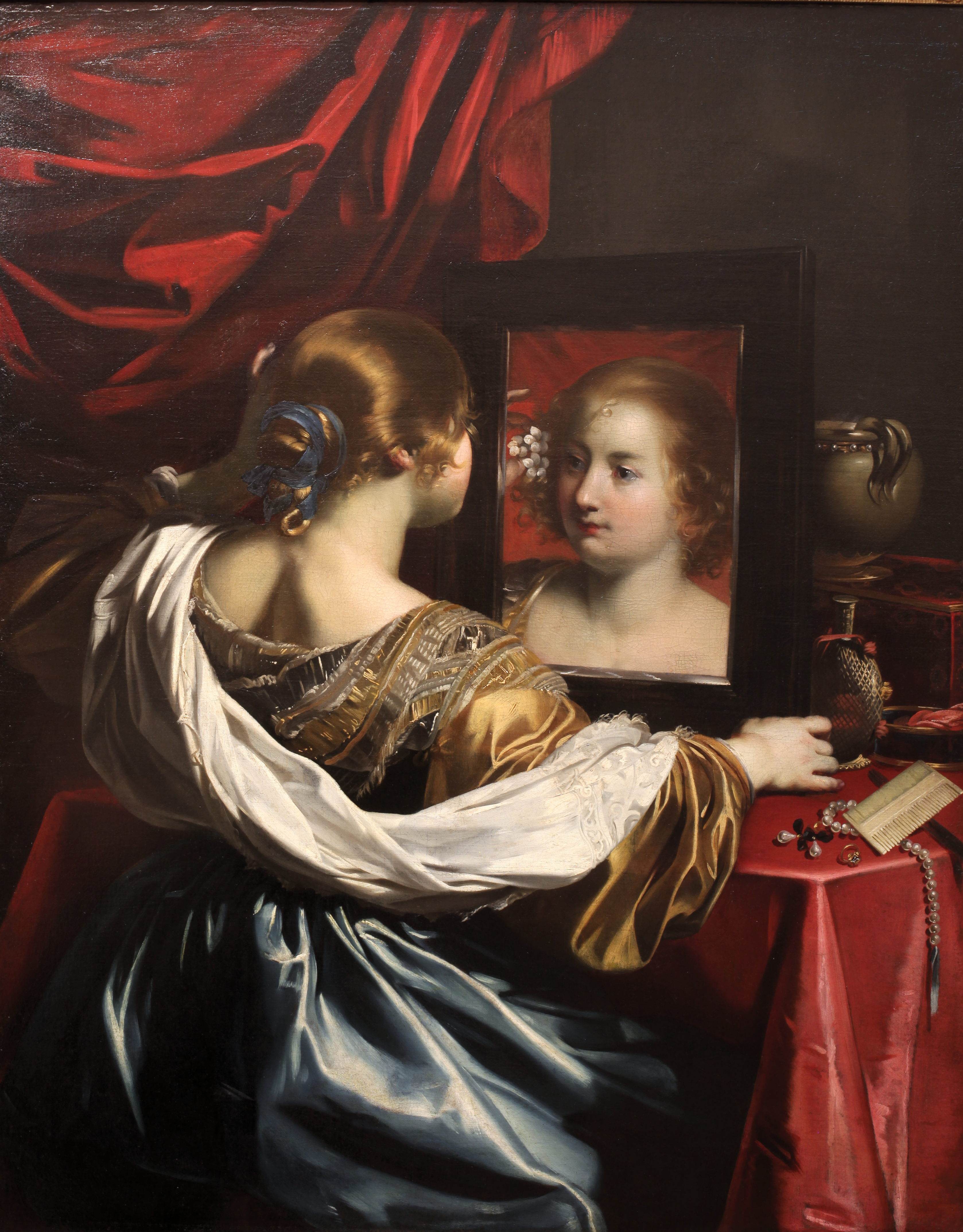
Nicolas Régnier, Vanité ou Jeune fille à sa toilette, vers 1630-1635.

Durant la première moitié du XIXe siècle, la période considérée comme l'apogée de l'art pictural français est le « Grand Siècle », des règnes de Louis XIII et Louis XIV. Les dépôts napoléoniens de l'État en sont le reflet, de même que les dons, legs et achats durant cette période. Les autorités françaises envoient à Lyon dès 1803 La Charité de Sainte Anne, alors attribué à Vouet, La Foi et L'Espérance sous le nom de Le Sueur, La Crucifixion donné à Le Brun ou encore Noé, sa famille et les animaux sortant de l'arche attribué à Boullogne. En 1805, l'envoi comprend La Trinité, La Sainte famille et L'Adoration des bergers de Philippe de Champaigne. En 1811, lors du troisième envoi napoléonien, le plus important, le musée reçoit deux toiles de Le Sueur et Champaigne prises à l'église Saint-Gervais-Saint-Protais, La Résurrection de Charles Le Brun, deux peintures de Jouvenet venues de l'église Saint-Martin-des-Champs et Diane et Endymion de Gabriel Blanchard, restitué au château de Versailles en 1947. Complétant la collection de peinture d'histoire de cette époque, le cardinal Fesch donne en 1816 au musée la Crucifixion de Simon Vouet et L'Allégorie de la terre de Noël Coypel dans laquelle on voit une personnification de la ville de Lyon. En 1819, l'État envoie à nouveau deux toiles attribuées à Philippe de Champaigne : La Cène et Hercule couronné par la vertu. Enfin, la municipalité achète Saint Bruno alors considéré comme un Le Sueur.
Durant le second XIXe et le début du XXe siècle, les dirigeants du musée délaissent cette période et aucune œuvre notable de ce type n'entre dans les collections. Un tournant se produit en 1938 avec l'exposition Les peintres de la réalité. Marqués, les dirigeants du musée reprennent en 1938 leurs acquisitions de peinture d'histoire du Grand Siècle avec Psyché contemplant l'Amour endormi sous le nom de Vouet ; puis en 1956 la Vierge à l'enfant de Jean Tassel, en 1965 Le Sacrifice de la fille de Jephté de Sébastien Bourdon, en 1976 La jeune femme à sa toilette de Nicolas Régnier, en 1988, Saint Bruno de Bon Boullogne, en 1990 Le Jugement de Pâris de Michel II Corneille et la Danaé de Jacques Blanchard, entre 1996 et 1998, La Cène et L'Incrédulité de Saint Thomas qui rejoignent La Crucifixion, ensemble peint par Simon Vouet pour la chapelle Séguier et enfin en 2007 La Fuite en Égypte de Nicolas Poussin.
Comme pour les autres collections, le musée bénéficie durant la seconde moitié du XXe siècle des progrès de la connaissance historiographique de cette période et reprend et affine les attributions de certaines toiles de ce type. En particulier, les travaux de Gilles Chomer permettent d'améliorer les connaissances de certaines œuvres dont La Montée au calvaire de Claude Mellan.
À toutes les périodes, le musée a pris soin de recueillir des peintures de cette catégorie réalisée par des peintres lyonnais.

### Liste des œuvres

#### 1620 - 1630
- Horace Le Blanc, La Transverbération de sainte Hélène, 1621. Huile sur toile, 242,5 × 188,5 cm. (Don de la Société Pétrofigaz en 1987, Inv. 1987-4[27].
- Jacques Stella, La Sainte Famille visitée par sainte Élisabeth, Zacharie et saint Jean-Baptiste, vers 1623-1624. Huile sur cuivre, 35,7 x 26,8 x 0,06-0,1 cm. (Acheté à Christie's à Londres le 28 avril 2006, Inv. 2006-29[28].
- Philippe de Champaigne, L'Adoration des bergers, 1628-1630. Huile sur toile, 394 × 243,4 cm. (Envoi de l'État en 1805, Inv. A 52)[29].
- Jacques Blanchard, Danaé, vers 1629-1630. Huile sur toile, 97,2 × 130 cm. (Acheté à la galerie Serre-Leegenhoek à Paris en 1990, Inv. 1990-71)[30].

- Nicolas Régnier, La jeune femme à sa toilette, vers 1630-1635. Huile sur toile, 134 × 107,5 cm. (Acheté au Christie's de Londres en 1976, Inv. 1976-7)[31].

- Jacques Stella, L'Adoration des anges [notes 4], 1635. Huile sur toile, 142 × 198,7 cm. (Transféré de l'École des beaux-arts au musée en 1803, Inv. A 156)[32].
- Laurent de La Hyre, La Trinité, vers 1635-1638. Huile sur toile, 291 × 181 cm. (Envoi de l'État en 1805, Inv. A 80)[33].
- Nicolas Chaperon, La Charité de Sainte Anne, vers 1635-1639. Huile sur toile, 242,2 × 153 cm. (Envoi de l'État en 1803, Inv. A 149).
Entré au musée en 1803 sous le nom d'Aumône et présentation d'une jeune sainte à la porte d'un temple et attribué alors à Vouet[34].
- Guillaume Perrier, Sainte Cécile, 1635-1640. Huile sur toile, 157,5 × 110,5 cm. (Acheté en 1999, Inv. 1999-3)[35].
- Simon Vouet, La Crucifixion, 1636-1637. Huile sur toile, 215,9 × 146 cm. (Don du cardinal Fesch en 1816, Inv. A 139)[36].
Ce tableau est issu d'une commande pour la chapelle de l'hôtel Séguier à Paris vers 1636-1637. Présent dans la collection d'Argenville en 1745 et 1749, il est saisi en 1791 et déposé à l'hôtel de Nesles jusqu'en 1796. Probablement vendu en 1797 sous l'expertise de Paillet, il réapparait dans le fonds du marchand d'art Caillard et est acheté lors de la vente du 28 novembre 1810 lot 71. Présent ensuite dans la collection du cardinal Fesch, ce dernier en fait don au musée en 1816[37].
Ce tableau fait partie d'un vaste ensemble réalisé pour le compte de Pierre Séguier, chancelier de Louis XIV et généreux mécène, au sein de son hôtel particulier[37].

- Simon Vouet, La Cène, vers 1636-1637. Huile sur toile, 153,4 × 132,5 cm. (Acheté en 1996, Inv. 1996-121)[38].
- Simon Vouet, L'Incrédulité de Saint Thomas, vers 1636-1637. Huile sur toile, 149,7 × 113,7 cm. (Acheté en 1998, Inv. 1998-6)[38].
- Jacques Stella, Sémiramis appelée au combat, 1637. Huile sur ardoise, 35,5-36,2 x 52,8-53,4 x 0,7–1 cm. (Acheté à la galerie Michel Descours, Paris, en 2006, Inv. 2006-37)[39].

- La première trace de ce tableau se retrouve peut être lors de la vente Pieter de Klok à Amsterdam en 1755, lot 40[40]. Il est ensuite vendu au Sotheby's de Londres le 12 décembre 1990 dans le lot 209 et se retrouve dans la galerie Michel Descours de Paris. Le musée l'achète alors en 2006[41].
Jacques Stella reprend ici le thème de la vaillante Sémiramis classique dans l'art et la littérature. On sait par un inventaire après décès qu'il possédait une Histoire de Diodore Sicilien qui décrit en détail le passage. Il montre le passage où, avertie pendant sa toilette par un messager de la révolte de Babylone, elle la cesse immédiatement pour partir au combat. Stella montre cette volonté en lui faisant tenir la mèche non encore coiffée de ses cheveux, signifiant qu'elle ne la coiffera qu'une fois la révolte matée[41].
Cette œuvre est particulière car réalisée sur ardoise, technique que Jacques Stella a apprise à Florence entre 1619 et 1622. Cette pierre étant lourdement recouverte, elle ne permet que peu l'expression d'un rendu propre au support, à part « pour révéler la délicatesse des coloris, apporter des contrastes dans le traitement des carnations et jouer sur les effets de clair-obscur »[41].
- Jacques Stella, Le Sommeil de l'Enfant Jésus avec trois angelots (Madone d'Anne d'Autriche), vers 1638. Huile sur marbre noir (parangon), 32,1 x 28,3 x 0,6-1,2 cm. (Don de Suzanne Biedermann en 1996, Inv. 1996-89)[42].

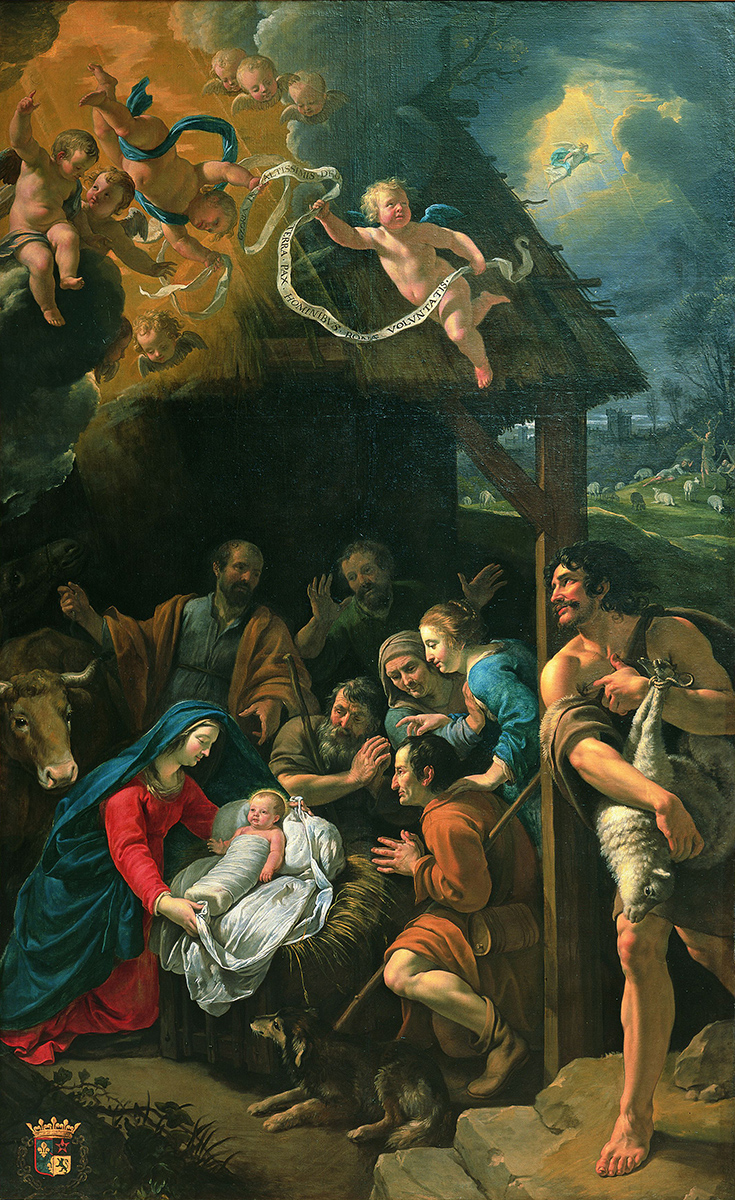
Philippe de Champaigne, L'Adoration des bergers, 1628-1630.
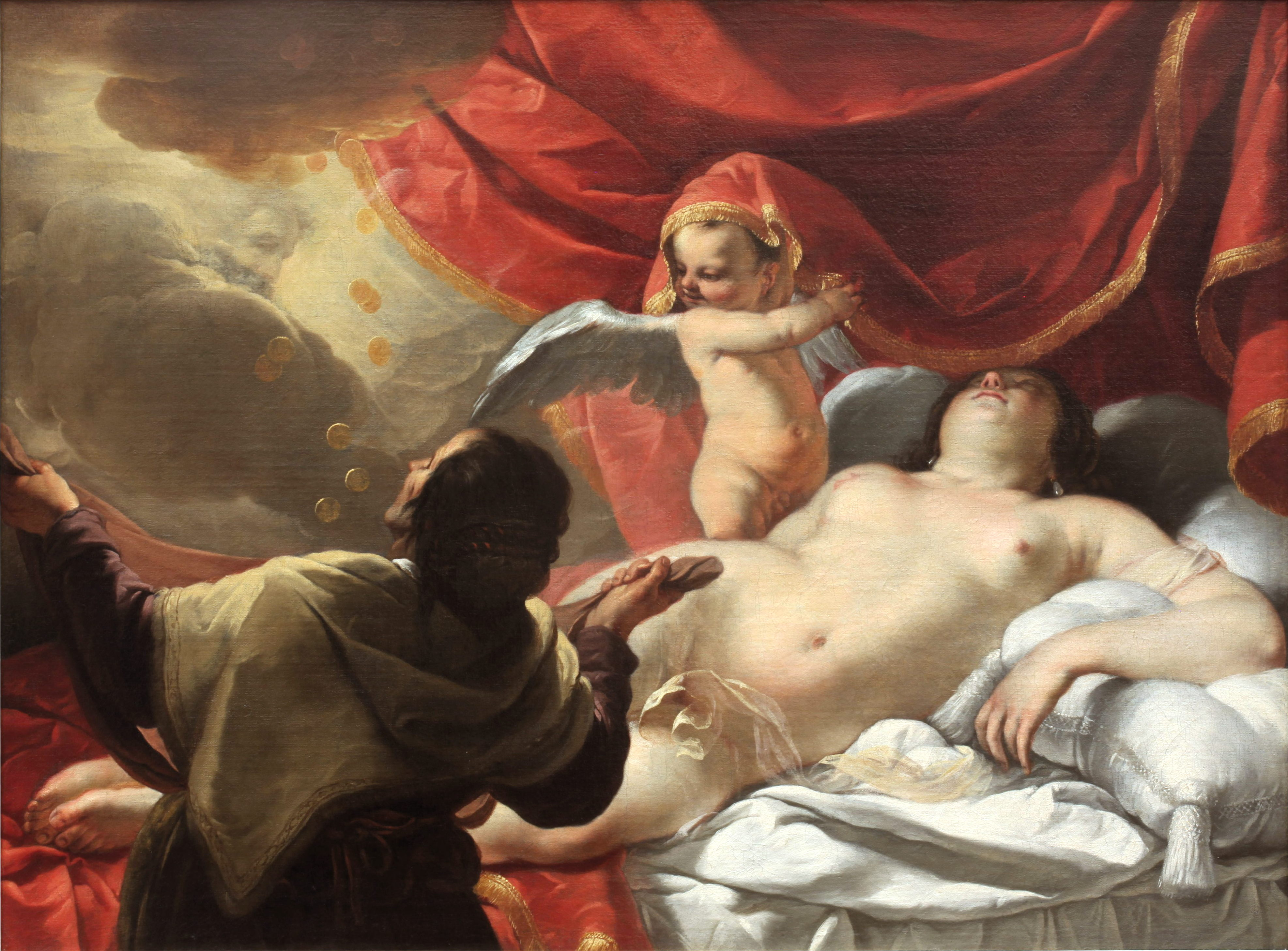
Jacques Blanchard, Danaé, vers 1629-1630.
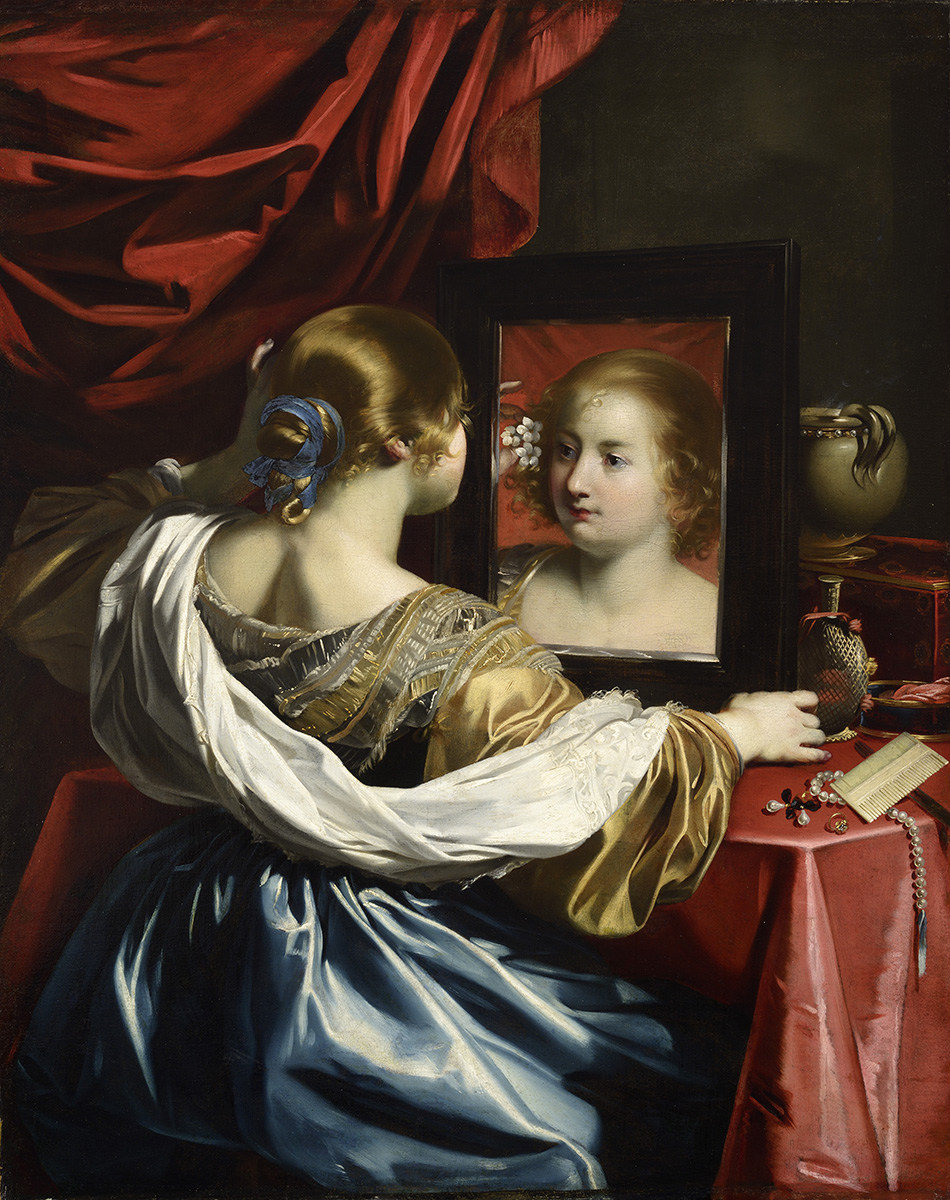
Nicolas Régnier, La jeune femme à sa toilette, vers 1630-1635.
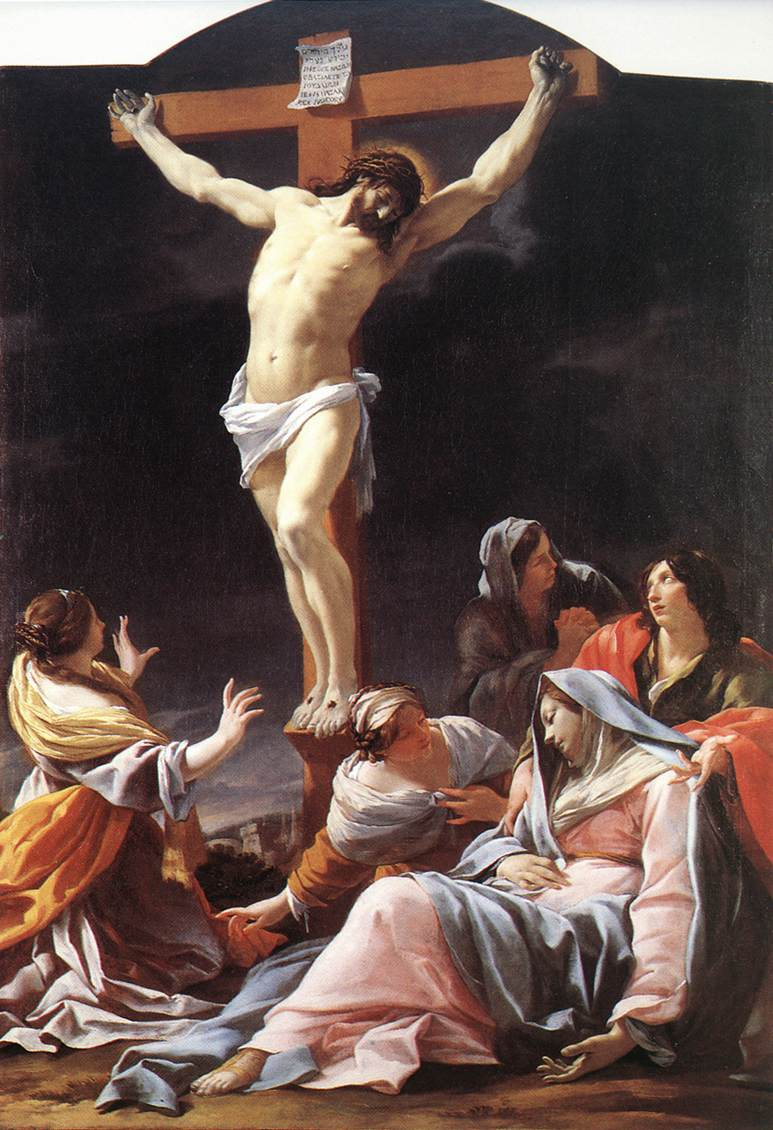
Simon Vouet, La Crucifixion, 1636-1637.
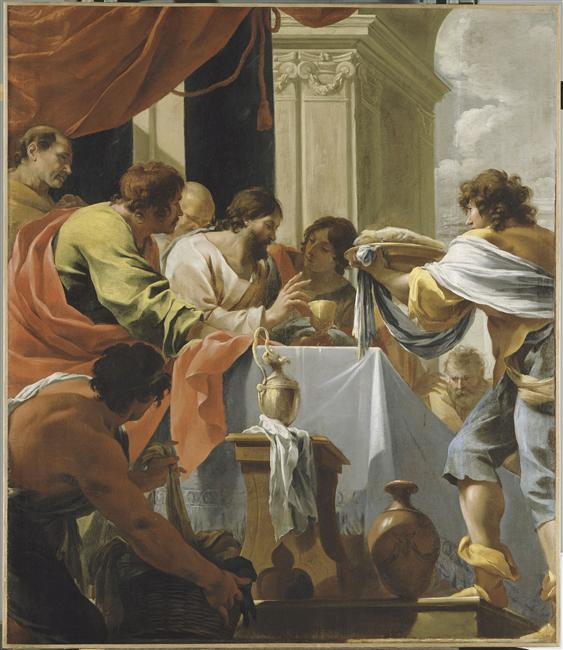
Simon Vouet, La Cène, 1636-1637.
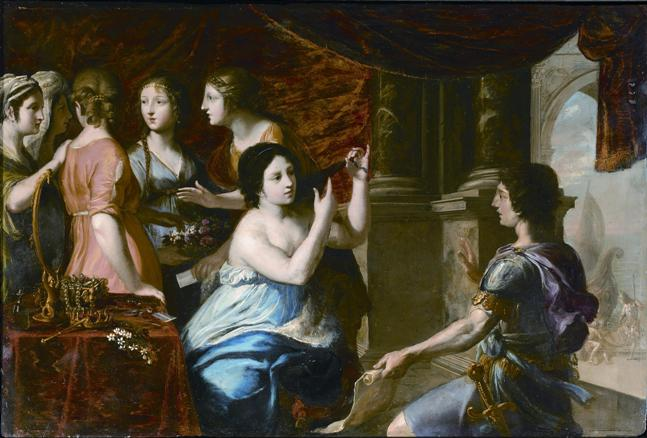
Jacques Stella, Sémiramis appelée au combat, 1637.

#### 1640 - 1650
- D'après Nicolas Poussin, Bacchanale, vers 1640. Huile sur toile, 95,2 × 138,2 cm. (acheté à Abraham Botton en 1860, Inv. A 2919)[43].
- Jacques Stella, La Vierge à l'Enfant avec le petit saint Jean-Baptiste tenant un agneau, 1640-1642. Huile sur bois de chêne, 54,5 × 40,5 cm. (Acheté à André Gaspard Jordan-Leroy en 1835, Inv. A 102)[44].
- Jacques Stella, Jésus au temple, 1645. Huile sur bois, 65 x 54 x 0,9 cm. (Acheté à Eugène Vitor Thaw & Cie en 1979, Inv. 1979-169)[45].
- Sébastien Bourdon, Le Sacrifice de la fille de Jephté, vers 1645-1647. Huile sur toile, 133 × 119,4 cm. (Acheté au Musée de Londres en 1965, Inv. 1965-41)[46].
- D'après Simon Vouet, Psyché contemplant l'Amour endormi, vers 1650. Huile sur toile, 118,8 × 164,4 cm. (Acheté au marchand d'art Jadwiga Vuyk-Rosenblatt en 1938, Inv. 1938-40)[47].
- Jean Tassel, Vierge à l'enfant, vers 1650. Huile sur toile, 81,3 × 65,4 cm. (Acheté à la galerie François Heim en 1956, Inv. 1956-6)[48].
- Jacques Stella, Salomon et la reine de Saba et Salomon sacrifiant aux idoles, vers 1650. Huile sur toile, 98,2 x 142,8 cm. (acheté en 1992 et 1993, Inv. 1992-8 et 1993-1)
Ces deux tableaux ont été conçus comme des pendants par l'artiste, qui les conserve jusqu'à sa mort[49].
- Noël Coypel, La Vierge, saint Benoit et sainte Scholastique, vers 1650. Huile sur toile, 145 x 96,8 cm. (Envoi de l'État en 1803 et dépôt à la primatiale Saint-Jean en 1953, Inv. A 59)[50].
- Thomas Blanchet, La Fortune et Bon génie de Rome, vers 1650. Huile sur toile, 60,7 x 99,1 cm. (Acheté à la galerie Patrice Bellanger en 1999, Inv. 1999-1)[51].
- Philippe de Champaigne, La Cène, vers 1652. Huile sur toile, 181,4 x 265,1 cm. (Envoi de l'État en 1819, Inv. A 40)[52].
- Eustache Le Sueur et Thomas Goussé, La Flagellation de saint Gervais, 1652-1655. Huile sur toile, 358,3 x 683,2-683,8 cm. (Envoi de l'État en 1811, Inv. A 193)[53].
- Thomas Blanchet, Le temple d'Auguste, 1655. Huile sur toile, 68-68,4 x 147,1 cm. (Affecté depuis l'hôtel de ville au musée en 1870, Inv. A 3017)[54].
- Claude Mellan, La Montée au calvaire, vers 1655-1659. Huile sur toile, 103 x 80,7 cm. (Provenance inconnue, entré avant 1999, Inv. H 2379)[55].
- Nicolas Poussin, La Fuite en Égypte, 1657. Huile sur toile, 97 x 133,3 cm. (Acheté à la galerie Pardo de Paris en 2008 avec le soutien de l'État, de la ville de Lyon, du musée du Louvre, de la région Rhône-alpes et des mécènes du club du musée Saint-Pierre ; arrêté ministériel de mise en dépôt du tableau au musée des Beaux-Arts de Lyon en 2009 ; transfert de propriété de l'État au musée en 2014, Inv. 2014.5.1)[56].

- Thomas Blanchet, La Gloire invincible de Lyon, dite L'Incendie de Lyon sous Néron, vers 1658. Huile sur toile, 108,5 x 88,3 cm. (Transfert de l'Hôtel de ville de Lyon en 1842, Inv. 1956-16)[57].
- Philippe de Champaigne et Jean-Baptiste de Champaigne, L'invention des reliques des saints Gervais et Protais, 1659-1660. Huile sur toile, 367 x 692,6 cm. (Envoi de l'État en 1811, Inv. A 103)[58].

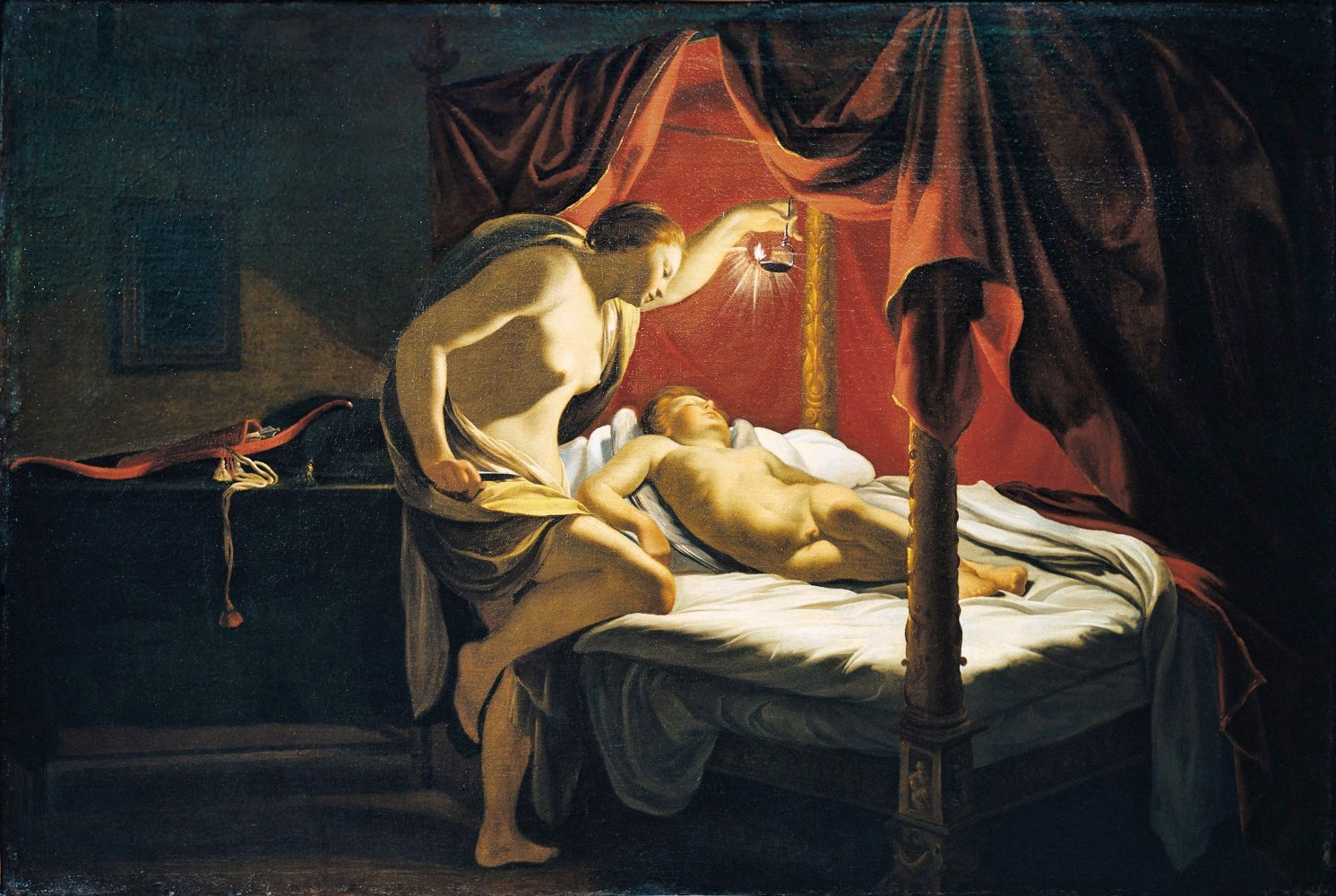
D'après Simon Vouet, Psyché contemplant l'Amour endormi, vers 1650.
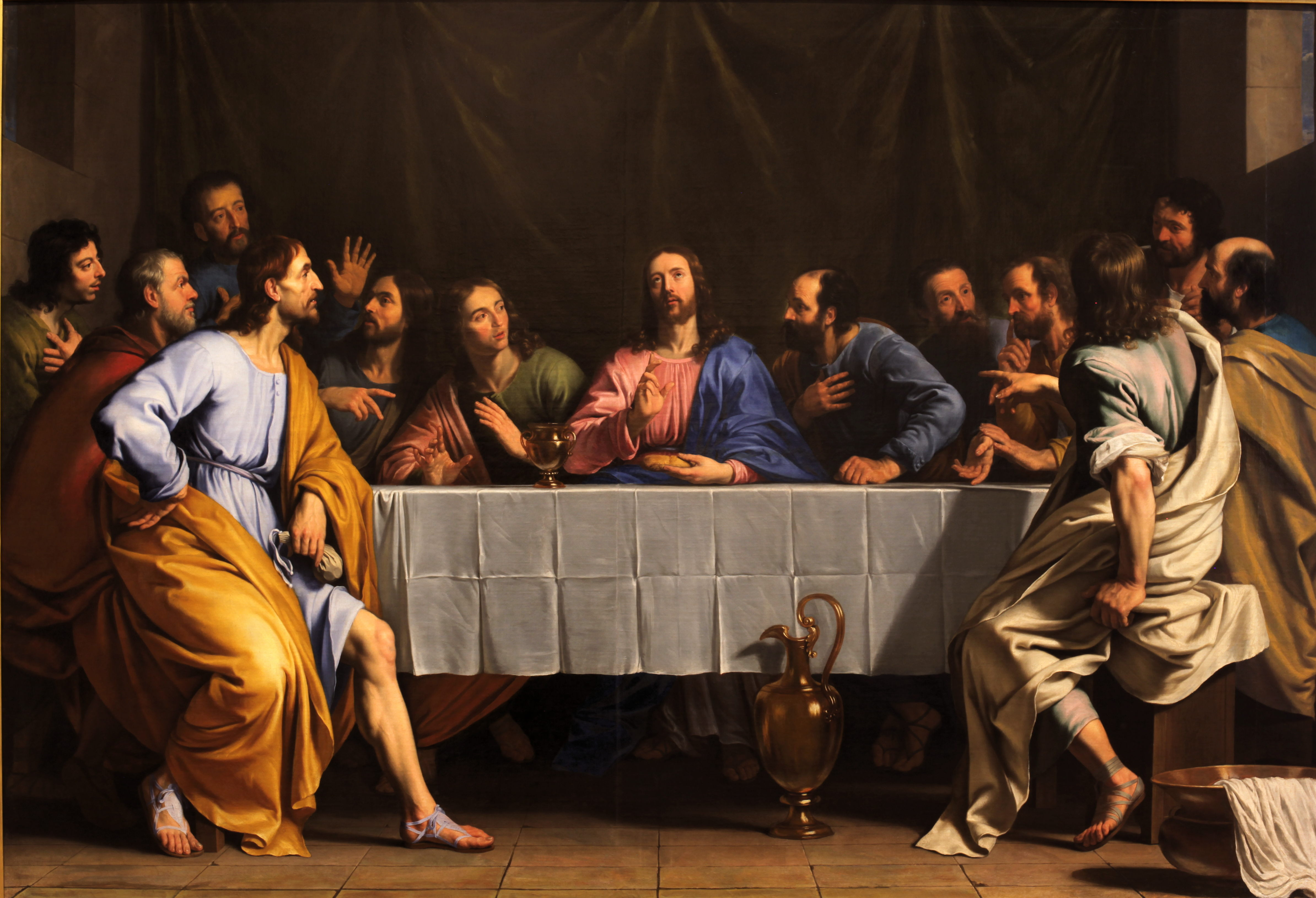
Philippe de Champaigne, La Cêne, vers 1652.
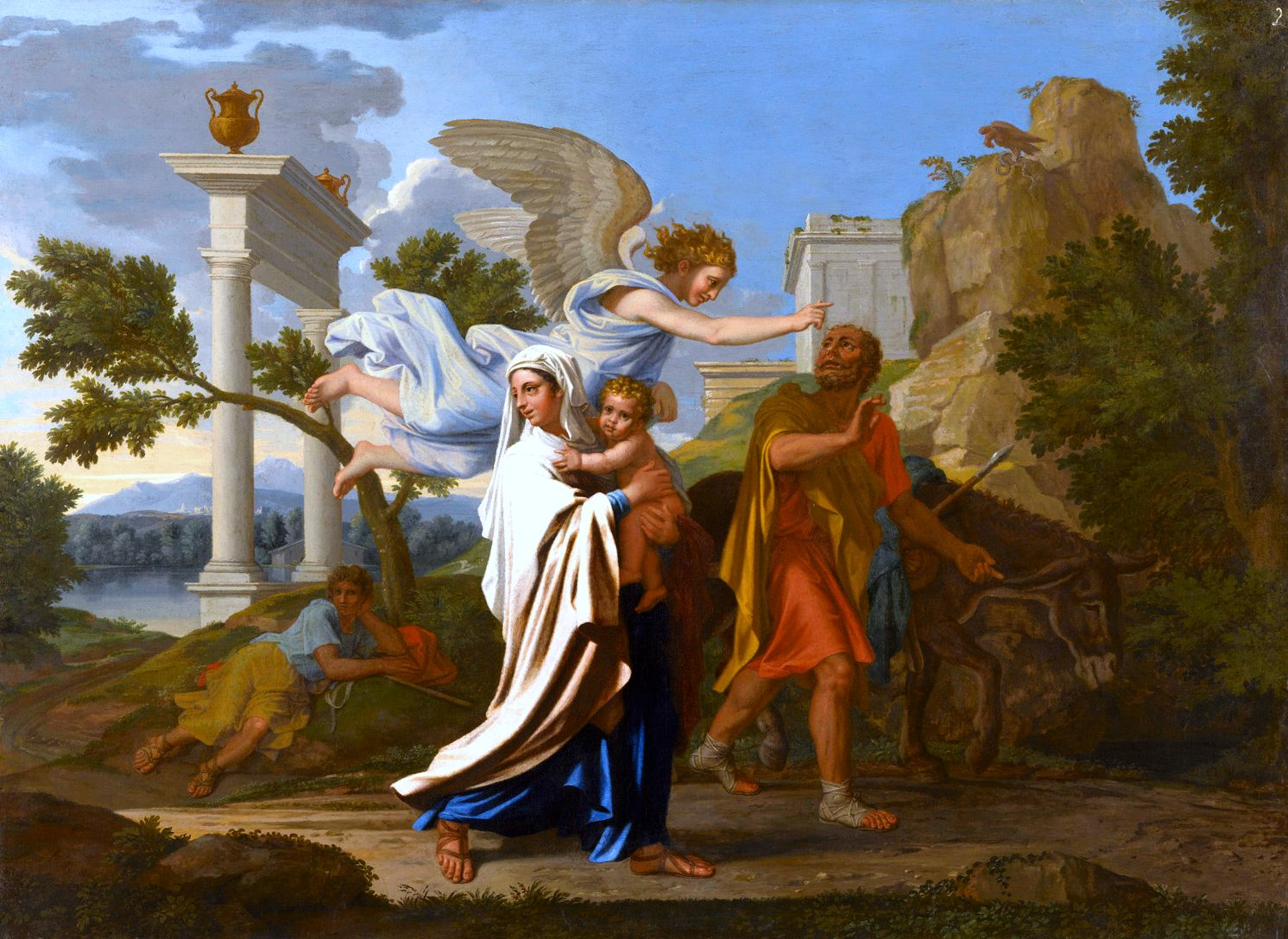
Nicolas Poussin, La Fuite en Égypte, 1657.

#### 1660 - 1670
- Attribué à Thomas Blanchet, La Vierge aux sept douleurs, vers 1660. Huile sur toile, 39,5 x 48,5 cm. (Don de Marin Lavergne en 1858, Inv. A 2904)[59].
- Thomas Blanchet, Le Triomphe romain ou L'Apothéose de César, vers 1660-1662. Huile sur toile, 270,7 x 246 cm. (Transfert de l'Hôtel de ville de Lyon avant 1808, Inv. A 15)[60].
- Entourage de Philippe de Champaigne, saint Louis en prière, vers 1660-1670. Huile sur toile, 98,5-98-9 x 130,8 cm. (Affecté au musée depuis l'église désaffectée Saint-Bernard en 1987, Inv. H 2127)[61].
- Entourage de Nicolas Loir, Le Mariage mystique de sainte Catherine, vers 1660-1670. Huile sur toile marouflée au bois de conifère, 26,4 x 20,7 x 1,5 cm. (Acheté à Abraham Botton en 1840, Inv. A 244)[59].
- Jean-Baptiste de Champaigne, Hercule couronné par la Vertu et surmontant les Vices et les Passions, 1663. Huile sur toile, 125,4 x 93,8 cm. (Envoi de l'État en 1819, Inv. A 27)[62].
- Adrien Dassier, Le Songe de Jacob, 1666. Huile sur toile, 47 x 59 cm. (Acheté à Pierre Montheillet en 1982, Inv. 1982-1)[59].
- Adrien Dassier, Achille parmi les filles de Lycomède, 1669. Huile sur toile, 127 x 117,6 cm. (Acheté à Jean de la Motte de Broöns en 1995, Inv. 1995-12)[59],[63].
- Noël Coypel, Allégorie de la Terre, vers 1670. Huile sur toile. Huile sur toile, 217 x 342,5 cm. (Don du cardinal Fesch en 1816, Inv. A 69)[64].
- Thomas Blanchet, L'Éternelle fidélité de Lyon à la royauté, vers 1671. Huile sur toile, 113,4 x 86,7 cm. (Transfert de l'Hôtel de ville de Lyon en 1842, Inv. 1956-17)[65].
- Charles Le Brun, La Résurrection du Christ, 1674-1676. Huile sur toile, 485 x 265 cm. (Envoi de l'État en 1811, Inv. A 203)[66].

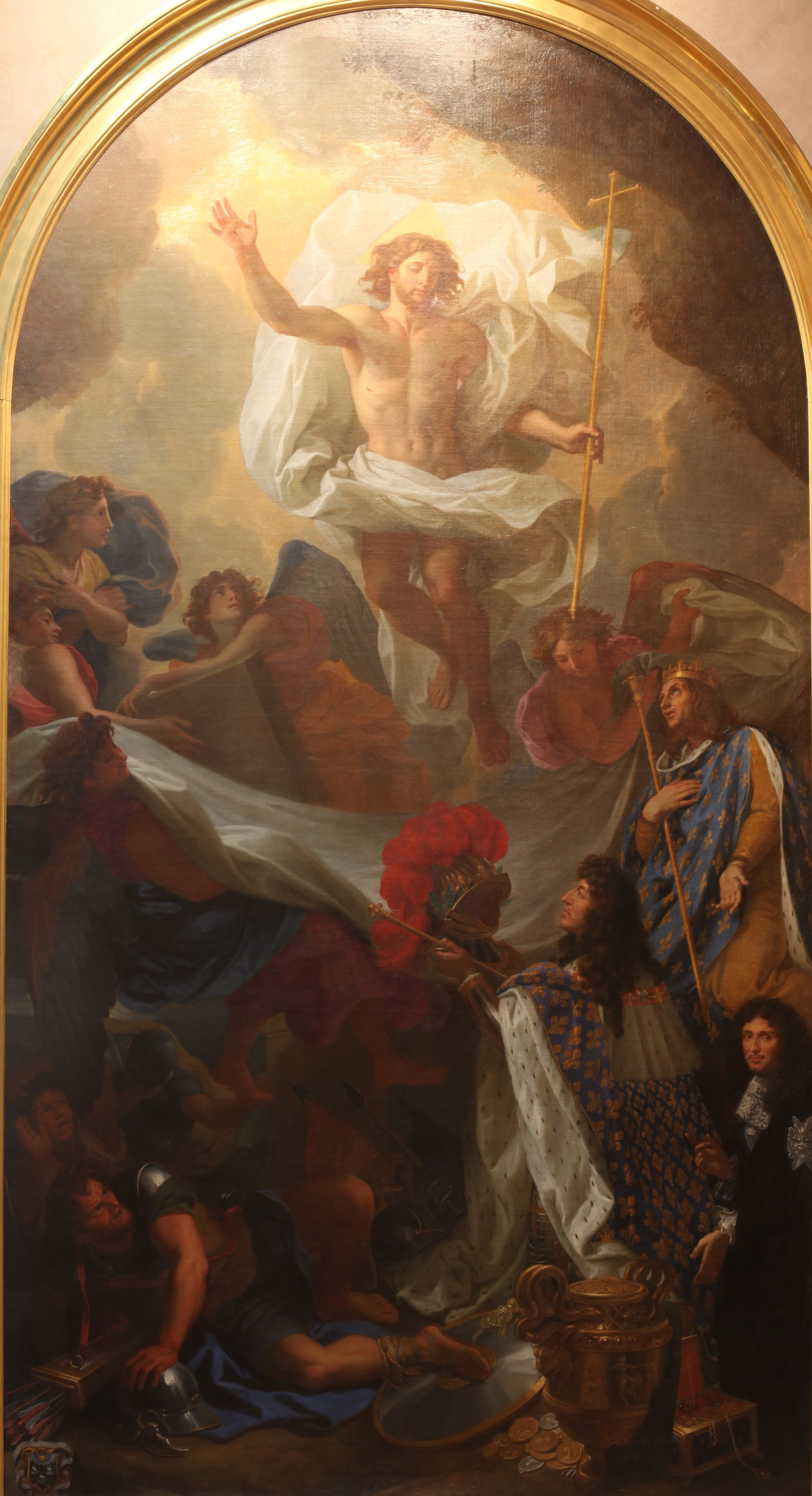
Charles Le Brun, La Résurrection du Christ, 1674-1676.
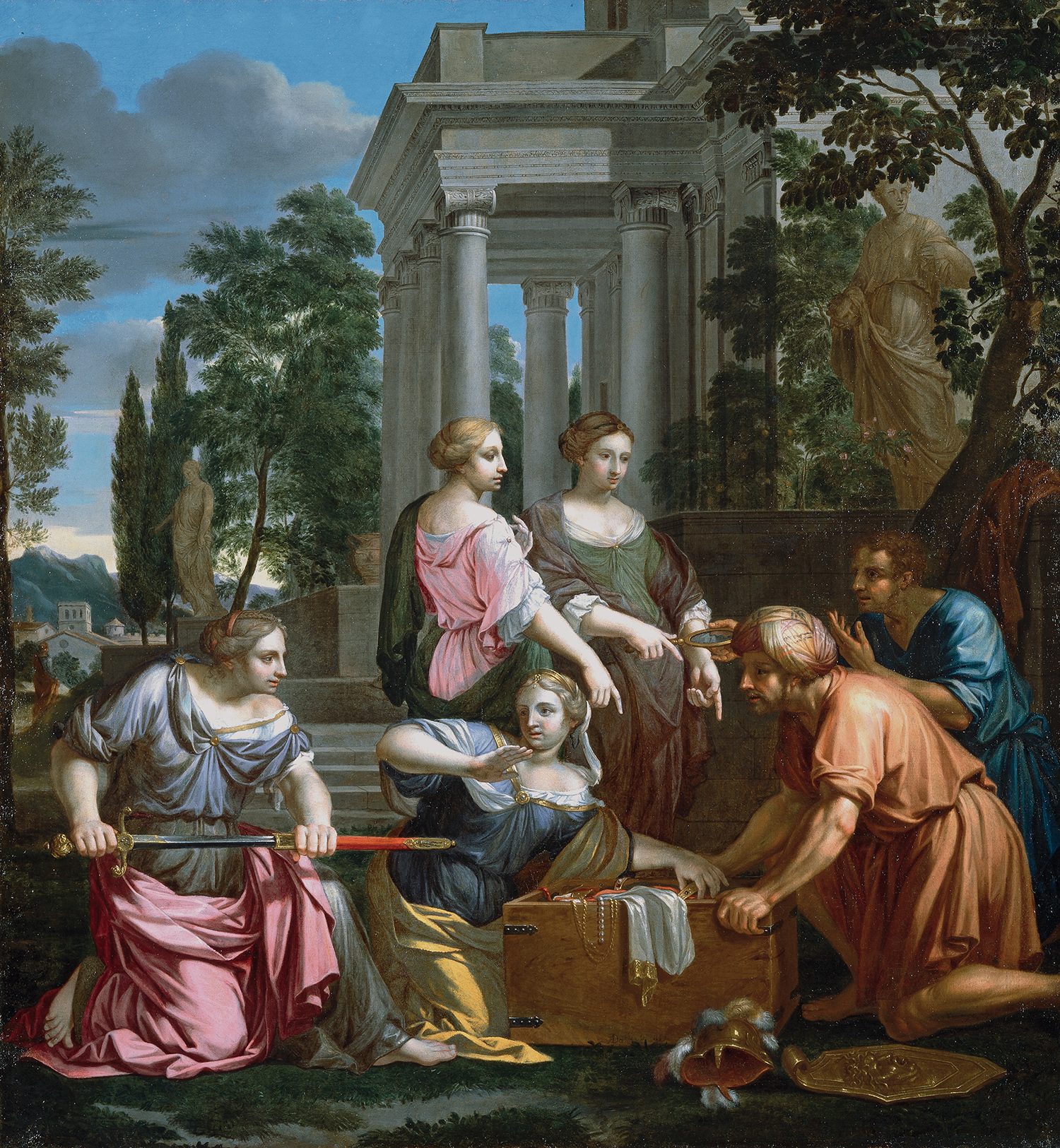
Adrien Dassier. Achille parmi les filles de Lycomède, 1669.

#### 1680 - 1700
- D'après Charles Le Brun, Le Christ en croix, vers 1680-1690. Huile sur toile, 259 x 160 cm. (Envoi de l'État en 1803, Inv. DS. 10)[67].
- Louis Cretey, Saint Guillaume d'Aquitaine et Saint Jérome, vers 1682. Huile sur toile, 184,2 x 240,3 cm et 187,5 x 238,3 cm. (Saisies révolutionnaires, Inv. A 114 et A 115)[68].
- Louis Cretey, Le Christ au jardin des oliviers, vers 1683. Huile sur toile, 94,2 x 117,6 cm. (Acheté à Pierre Montheillet en 1976, Inv. 1976-1)[69].
- Louis Cretey, Le Christ et les pèlerins d'Emmaüs, vers 1683-1686. Huile sur toile, 205 x 277 cm. (Saisies révolutionnaires, déposé en 1797 à l'église Saint-Pierre, puis en 1917 à l'église Sainte-Blandine)[70].
- Louis Cretey, décor du réfectoire du Palais saint-Pierre : La Multiplication des pains, La Cène, La Vision d'Élie, L'Ascension du Christ et L'Assomption de la Vierge. Huile sur enduit. (Inv. H 2401 à 2405)[71].
- Michel II Corneille, Le Jugement de Pâris, vers 1685. Huile sur toile, 61,2 x 97,3 cm. (Acheté lors de la vente Ader Picard Tajan à Drouot Montaigne en 1990, Inv. 1990-49)[72].
- D'après Nicolas Poussin, La Sainte famille, vers 1685. Huile sur toile, 83,5 x 147,4 cm. (Envoi de l'État en 1805, Inv. A 227)[73].
- Thomas Blanchet, Le Châtiment des vices, 1686. Huile sur toile, 750 x 375 cm. (Entré peut-être vers 1890 en provenance de l'ancienne préfecture, Inv. H 1956)[74].
- Daniel Sarrabat, Noé, sa famille et les animaux sortant de l'arche, 1688. Huile sur toile, 96,8 x 129,8 cm. (Envoi de l'État en 1803, Inv. A 4)[75].
- Louis Cretey, Bacchanale, dite aussi Scène de magie noire, vers 1690. Huile sur toile, 50,2 x 72,7 cm. (Acheté à la galerie René-François Teissèdre en 2001, Inv. 2001-4)[76].
- Anonyme, Saint Pierre recevant les clefs, vers 1700. Huile sur toile, 177,8 x 110,2 cm. (Transfert de l'Hôtel de ville en 1987, Inv. H 2132)[75].
- Bon Boullogne, Saint Bruno en prière, vers 1700. Huile sur toile, 89,1 x 116,1 cm. (Acheté à une vente aux enchères au Sotheby's à Monaco en 1988, Inv. 1988-5)[77].
- Peintre français, La Foi, L'Espérance, vers 1700. Huile sur bois de conifère, 61 x 44,5 x 1,3 cm et 61,1 x 44 x 1,3 cm. (Envoi de l'État en 1803, Inv. A 199 et A 200)[78].
Considérés lors de leur envoi en 1803 comme des copies d'après Le Sueur, plusieurs spécialistes ont proposé d'autres attributions : Louis II Boullogne par Jean-Pierre Cuzin[notes 5], Nicolas Colombel par Pierre Rosemberg et Jean-Claude Boyer[notes 6], style de Noël Coypel pour Karen Chastagnol[notes 7],[78].
- Peintre lyonnais ?, Les Larmes de saint Pierre, vers 1700. Huile sur toile, 105,5 x 86 cm. (Provenance inconnue, entré dans les collections entre 1808 et 1813, Inv. H 1903)[79].
- D'après Jean-Baptiste Jouvenet, Saint Bruno en prière, vers 1700-1710. Huile sur toile, 72,7 cm x 60 cm. (Acheté à Jean-Baptiste Claude Bénigne Gagneraux en 1838, Inv. A 28)[80].
- Charles de La Fosse, La Visitation, 1703-1705. Huile sur toile, 277 x 193 cm. (Saisies révolutionnaires, Inv. A 4)[75].
- Jean-Baptiste Jouvenet, Jésus chassant les marchands du temple et La Repas chez Simon le Pharisien, 1704-1706. Huile sur toile, 387,5 x 663,7 et 390 x 664 cm. (Envoi de l'État en 1811, Inv. A 135 et A 205)[81].

## La peinture d'histoire au siècle des Lumières
Durant le XVIIIe siècle, la peinture d'histoire connait une certaine désaffection, sans disparaître totalement. Les plus grands peintres y consacrent une part de leur énergie, mus par des commandes de retables et tableaux de dévotion. La peinture d'histoire est également protégée par l'Académie qui lui maintient le statut de sommet de la hiérarchie des genres, en organisant des concours sur des thèmes mythologiques et en promouvant la formation par la copie.
Les peintres qui représentent le mieux ce courant classique sont Favanne, Brenet ou Pêcheux. Ils précèdent les néoclassiques tels Potain, Sauvage ou Grognard. Ce sont ces groupes de peintres qui orientent les premiers choix du musée lyonnais à sa naissance. Il reçoit ainsi en 1803 de l'État L'Allégorie de la réunion de la Lorraine à la France de Nicolas Delobel et Le Mariage mystique de sainte Catherine alors attribué à Hyacinthe Collin de Vermont. Le musée obtient de nombreux retables issus des églises lyonnaises tels les quatre œuvres de Trémolières, Moïse et le serpent d'airain de Frontier et L'Exaltation de la Croix de Restout. Cependant, la direction se concentre davantage sur les tableaux du siècle précédent.
C'est durant le dernier tiers du XIXe siècle que le goût pour la rocaille se réveille. Le musée acquiert ainsi plusieurs toiles de ce style dont La Messe de saint Grégoire de Charles André van Loo ou Vénus et Adonis de Pécheux.

## XIXesiècle
La peinture française du XIXe siècle est très bien représentée, tous les courants majeurs du siècle, du néoclassicisme au postimpressionnisme étant illustrés par des œuvres d'artistes majeurs, une place particulière étant réservée à l'école de Lyon. Une partie de ces tableaux ont été acquis par le musée à une époque où même les musées parisiens hésitaient à s'engager sur certaines voies de la modernité, que ce soit sur les pas de Manet ou Gauguin.
Le parcours comprend ainsi des œuvres d'Ingres (dont L'Arétin et l'envoyé de Charles Quint, peint en 1848, acquis en 2012), Géricault (La Monomane de l'envie), Delacroix, Courbet, Corot (Champ de blé dans le Morvan), un bel ensemble de peintures de Daumier, plusieurs Manet, d'autres de Boudin, Morisot, Monet, Sisley, Pissarro, Degas (Danseuses sur la scène, vers 1889), Gauguin (Nave Nave Mahana, 1896, la première toile de Gauguin acquise par un musée français), Van Gogh, Cézanne (Baigneurs), Renoir et des symbolistes comme Moreau, Fantin-Latour et Redon, etc.

### Liste des œuvres

#### Du Davidisme au Romantisme
Cette section présente les œuvres de l'époque davidienne, romantique, l'ingrisme, l'académisme et les paysagistes et animaliers de cette époque.
- Jean-Auguste Dominique Ingres, L'Odyssée, 1827. Hule sur toile marouflée sur bois, 61 x 55 cm. (Legs de Joseph Gillet en 1923, Inv. B 1305-f)[85],[86].
- Jean-François Swebach, Charge des Hussard sous l'Empire, vers 1820. Huile sur toile, 71 x 69 cm. (Don de Jacques Bernard en 1875, Inv. H 773)[87],[88].
- Eugène Delacroix, La Fiancée d'Abydos, 1849. Huile sur toile, 56 x 45 cm. (Don de Joseph Gillet en 1913, Inv. H 1039)[89],[90].

### École de Lyon auXIXesiècle

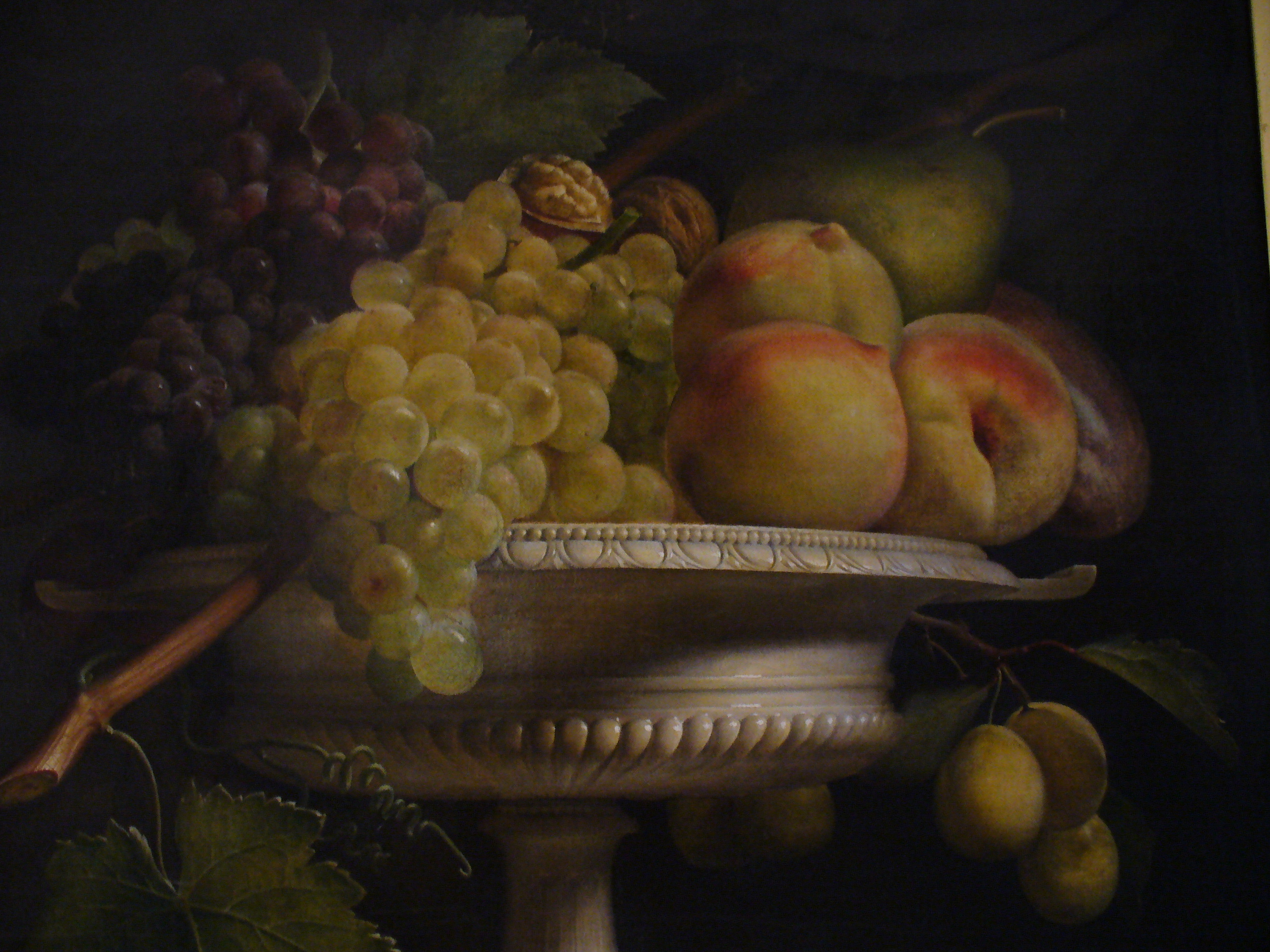
Antoine Berjon, Fruits dans une coupe d'albâtre (1817)

L'école de Lyon, intégrée au sein du parcours, est naturellement très bien représentée avec des œuvres d'Antoine Berjon, Pierre Révoil, Hippolyte Flandrin, Paul Chenavard (avec la monumentale Palingénésie sociale notamment), Louis Janmot (une salle entière est dédiée à son cycle du Poème de l'âme), Victor Orsel, Pierre Puvis de Chavannes (qui a peint le décor de l'escalier du XIXe siècle du musée) et Alexandre Séon entre autres.